# Arte da Roma Antiga

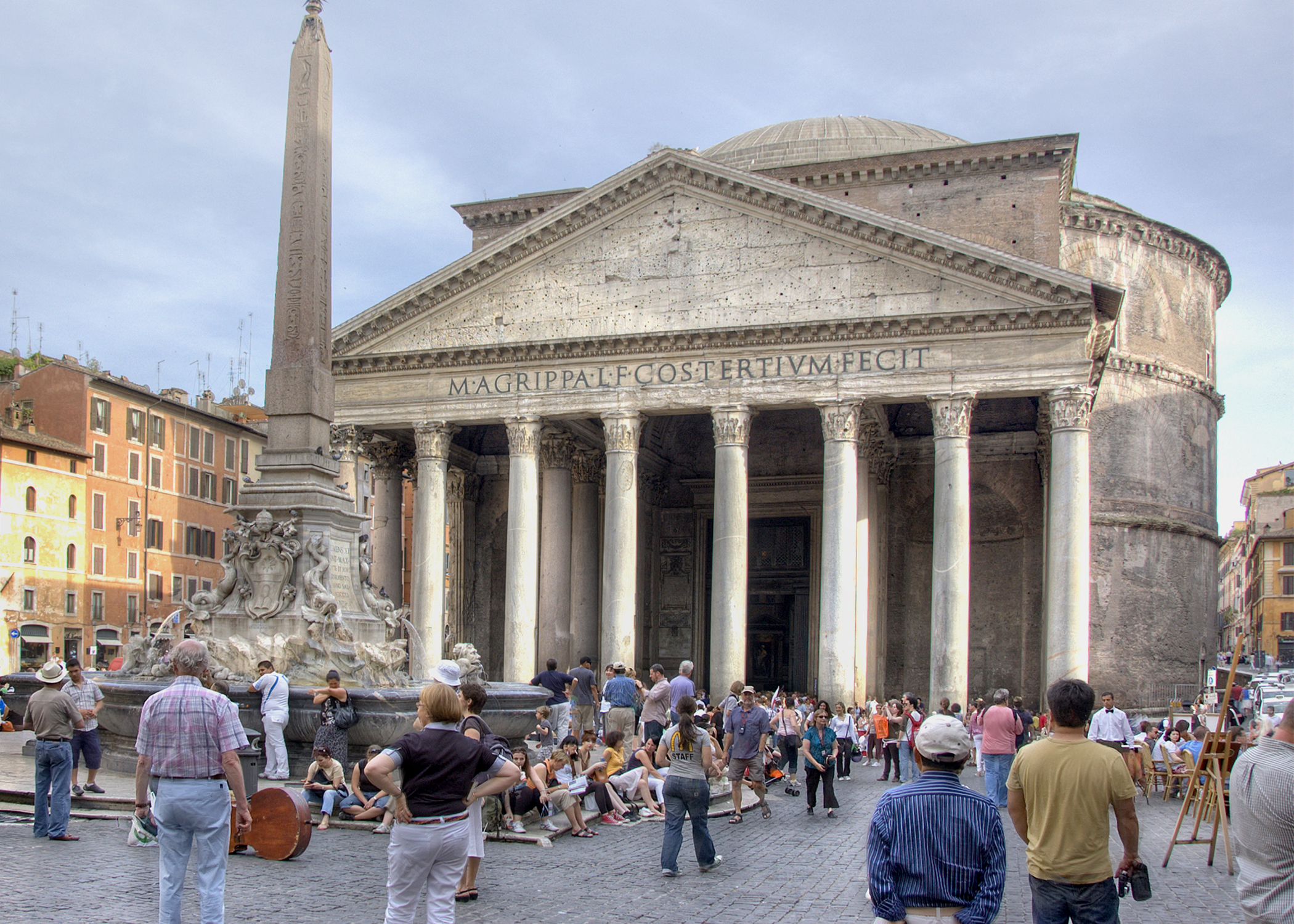
O Panteão, um dos monumentos mais icônicos e influentes da arquitetura romana

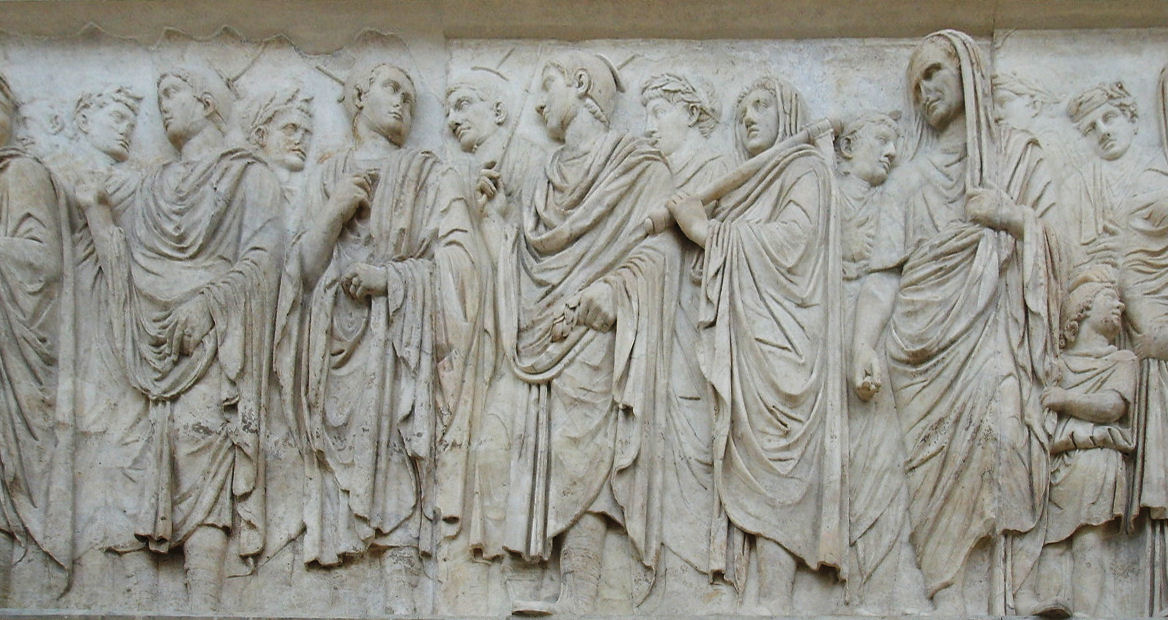
Cena do Altar da Paz (Ara Pacis), monumento que consagrou um estilo narrativo tipicamente romano nos relevos arquiteturais

A arte da Roma Antiga foi uma das manifestações mais importantes da sua cultura, e é uma das mais ricas fontes de estudo para a compreensão do mundo romano como um todo. Os romanos derivaram sua arte originalmente dos povos itálicos que habitavam em seu entorno. Entre eles destacaram-se os etruscos, que no período da monarquia dominaram os romanos política e culturalmente. No entanto, a cultura etrusca se construíra muito sobre a grega, transmitindo-se aos romanos esta influência precoce. Em breve, no seu processo de expansão territorial, os romanos entrariam em contato direto com colônias gregas no sul da Itália e depois com a Grécia mesma, iniciando um longo período de absorção intensa de suas referências culturais, que se tornaram o fundamento de toda a cultura romana, expressando-se em uma variedade de campos artísticos, como a literatura, a pintura, a escultura, a música, as artes decorativas e a arquitetura.
No entanto, ainda que os romanos sempre se orgulhassem de serem herdeiros culturais dos gregos, eles foram capazes de introduzir leituras inovadoras na herança recebida e adicionar elementos novos de sua preferência especial, criando uma identidade cultural própria e dando contribuição original em vários aspectos. Entre esses podem ser contados a invenção da cúpula na arquitetura, o desenvolvimento de uma forma de perspectiva na pintura, a formulação de um modo narrativo tipicamente romano na escultura, notabilizando-se em especial na retratística, o desenvolvimento da retórica na literatura e na oratória política, o gosto por temas cívicos e do cotidiano, pelo historicismo e pelo ecletismo estético.
Em relação ao seu império, a arte criada na capital, Roma, foi sempre o modelo, mas dele surgiram muitas ramificações e variações. Sua civilização influenciou uma vasta área e durou mais de mil anos, e neste campo imenso em perpétua transformação, englobando povos e culturas extremamente diferenciados, se formaram por vezes escolas bastante individualizadas, que evoluíram preservando parte de suas linguagens originais. Apesar das diferenças observadas ao longo dos anos e nas várias províncias, Roma conseguiu impor, até nos seus territórios mais distantes, seus princípios culturais e artísticos e seus significados mais essenciais, que funcionaram como uma espécie de língua franca para a comunicação e o entendimento mútuo entre contextos tão díspares, e que ao mesmo tempo sinalizavam para esses diversos povos o que significava ser romano e davam a direção a ser seguida.
A arte romana foi de fundamental importância para a preservação do legado grego, deixou monumentos notáveis por seu próprio direito em todas as formas de expressão, sua fase final foi a base imediata para a formação da arte paleocristã, da arte bizantina e da arte medieval, e se manteve como uma das referências mais centrais para a cultura do ocidente ao longo de toda a sua história, inspirando sucessivos ciclos de revivalismo. Hoje a arte romana é apreciada em todo o mundo, sendo objeto de inúmeros estudos e atraindo legiões de visitantes para os sítios históricos e museus onde é preservada.

## Pintura

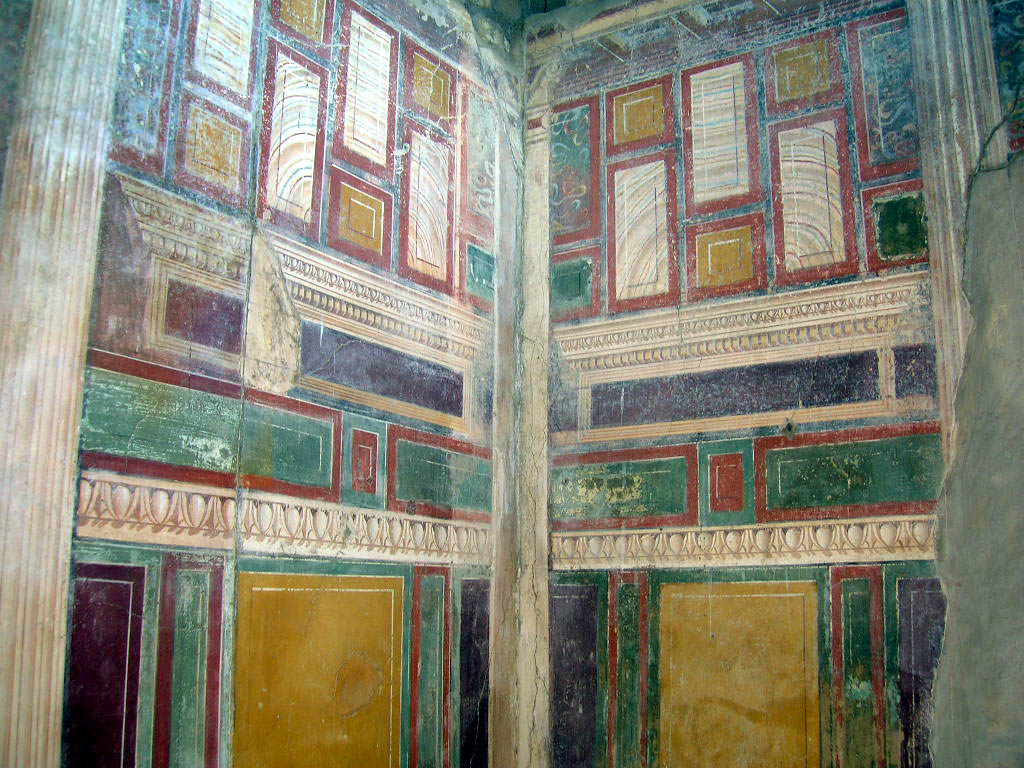
Detalhe de mural na Villa di Arianna, em Primeiro Estilo tardio ou de transição. Castellammare di Stabia

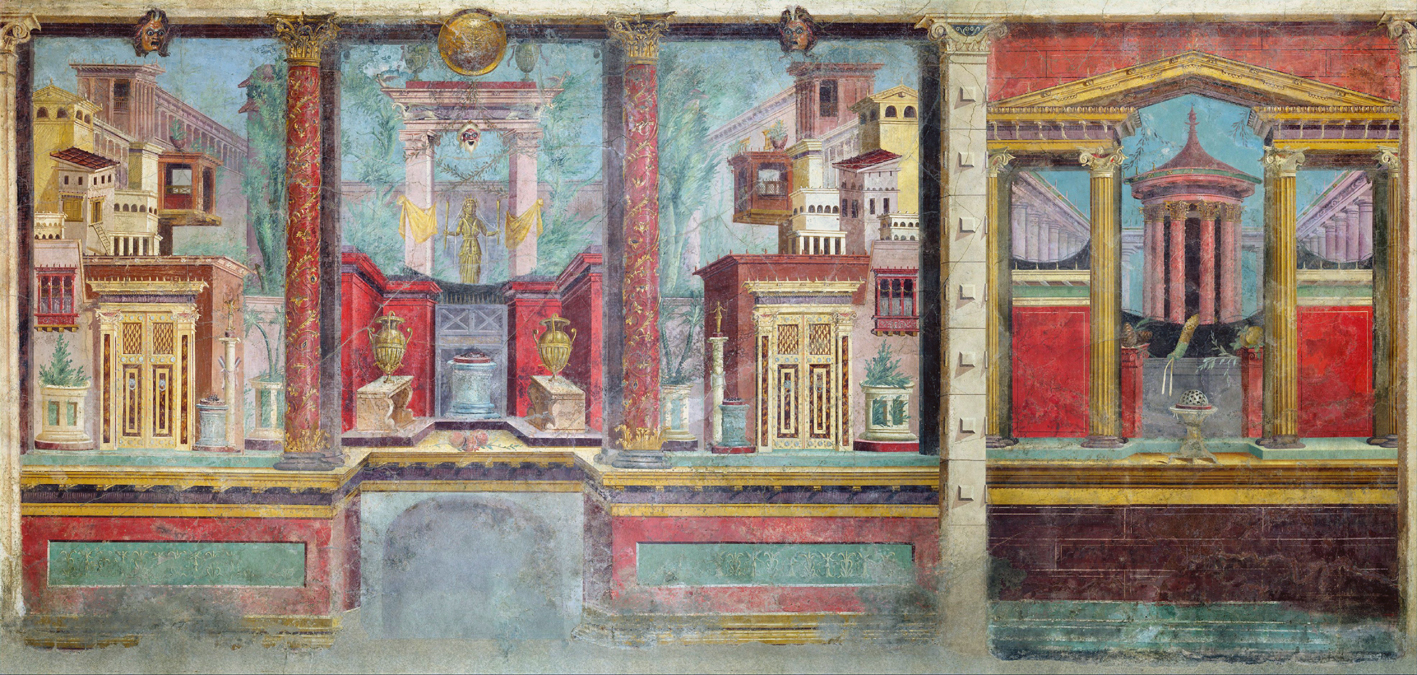
Mural na Casa de Fânio Sinistor em Boscoreale. Segundo Estilo

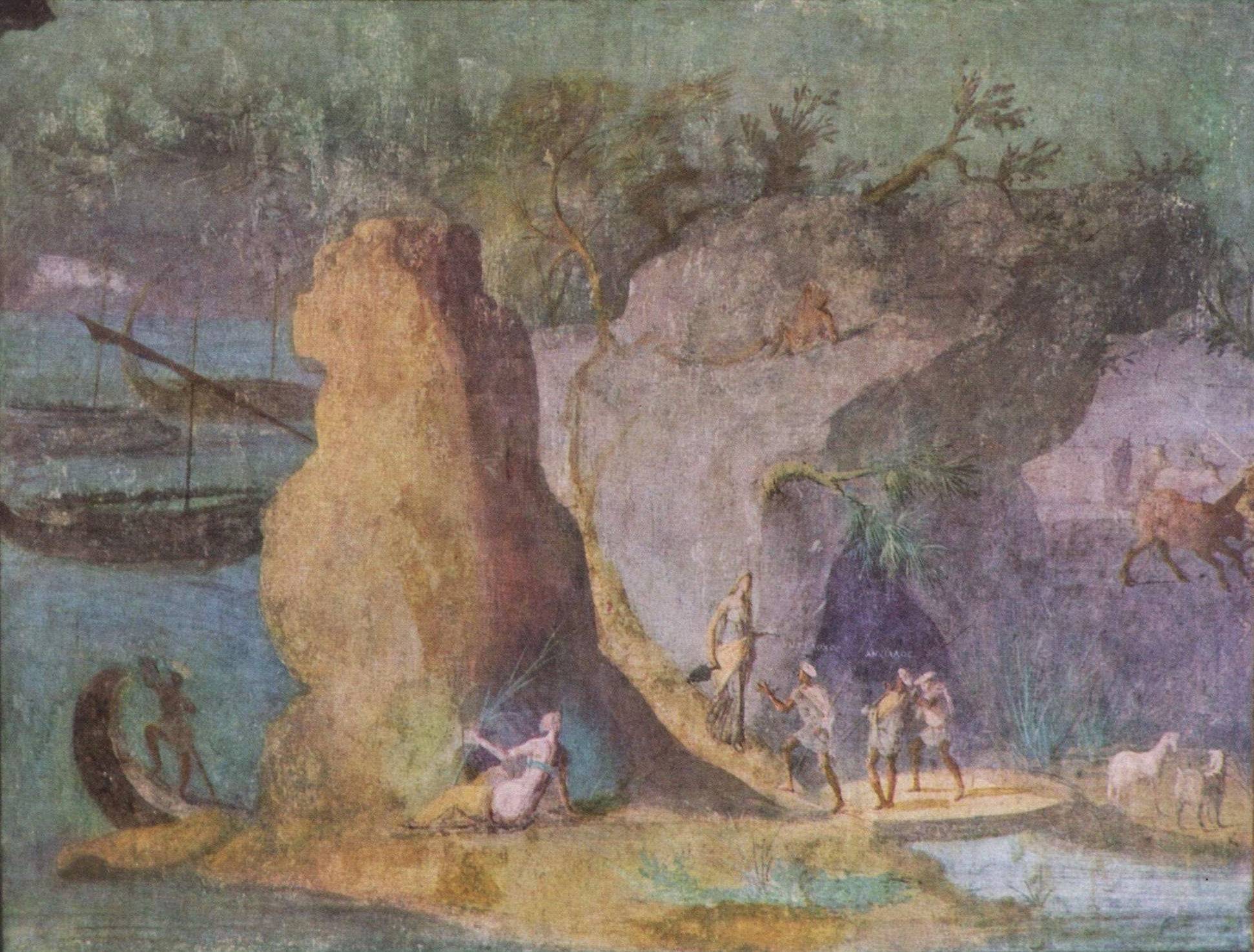
Detalhe de paisagem em Via Graziosa

A pintura como arte expressiva e decorativa foi praticada desde as origens de Roma, sendo sempre uma arte muito popular, mas a vasta maioria do acervo conhecido por relatos literários não sobreviveu. Contudo, por acaso dois grandes conjuntos de pintura mural em afresco foram preservados em Pompeia e Herculano em boas condições, e a partir deles foi criada uma sistematização para a pintura romana como um todo, dividindo-a em quatro grandes fases ou estilos. Até agora o tema foi objeto de relativamente poucos estudos, e permanece bastante polêmico, pois há grande dificuldade de extrapolar essa sistematização para os remanescentes de outras regiões e outras técnicas, e em particular pela limitação na cronologia: os murais das duas cidades soterradas pelo vulcão Vesúvio (e por isso suas pinturas se preservaram) datam apenas de fins da república até os primeiros anos do império. A erupção aconteceu em 79 d.C.. De qualquer forma, o que mais se preservou, mesmo em outras regiões, foram murais, decorando interiores de residências, edifícios públicos e outras estruturas.
Pelo que se pôde descobrir até agora, as referências estéticas e culturais da pintura romana foram maciçamente de origem grega. Em seus inícios teria sido fortemente influenciada pelos etruscos, o que era apenas um outro modo de falar em Grécia, pois os próprios etruscos deviam muito de sua cultura ao outro povo. Mesmo assim, com o passar dos anos Roma aparentemente conseguiu criar uma identidade própria na pintura, organizando e interpretando os elementos recebidos de maneira singular e adicionado outros ao seu critério. Os quatro grandes estilos citados antes atestam uma evolução nas técnicas e nos temas abordados, e tais mudanças são relacionadas a mudanças na sociedade romana ao longo dos anos. A partir de um início inteiramente abstrato e de grande simplicidade, apenas jogando com planos de cores chapadas, em pouco tempo os romanos absorveram e desenvolveram um grande repertório visual de formas arquitetônicas complexas com efeito ilusionístico e cenográfico, de motivos decorativos abstratos e figurativos, e de modos naturalistas de representação do corpo humano e da natureza, ampliando significativamente o legado recebido dos etruscos e gregos e criando uma linguagem pictórica nova. A arte cenográfica teatral pode ter sido uma inspiração. Em muitos casos é evidente uma intenção de criar um programa integrado para os vários ambientes das residências.
As cenas figurativas, porém, tendem a ser pequenas, apresentadas à maneira quadros-dentro-de-quadros e subordinadas ao grande esquema da decoração arquitetônica ilusionística, o que foi um desenvolvimento original. Supõe-se que alguns desses quadros apresentam cópias ou releituras de obras de pintores gregos famosos. O expressivo florescimento das temáticas da paisagem e da natureza-morta são outros traços de originalidade do legado romano. Durante o chamado Quarto Estilo, a fase final da pintura pompeana, se tornou central uma tendência à releitura de estilos e temas anteriores em sínteses ecléticas novas, de grande complexidade e suntuoso efeito visual, mas também há casos apenas com planos de cores simples ornamentados discretamente com guirlandas, frisos e figuras isoladas. Os pintores não assinavam seus trabalhos, poucos nomes foram registrados na literatura, entre eles Gorgasos, Fabius, Serapion, Studius e Lucius, e nenhum dos nomeados pôde ser associado a qualquer obra sobrevivente, salvo um, Famullus, que Plínio disse ter sido o autor dos murais da Casa Dourada (em latim: Domus Aurea) de Nero. Redescobertos no Renascimento, os murais da Casa Dourada eletrizaram os artistas e decoradores da época e desencadearam uma febre de imitações por toda a Europa, dando origem ao estilo decorativo chamado grotesco.

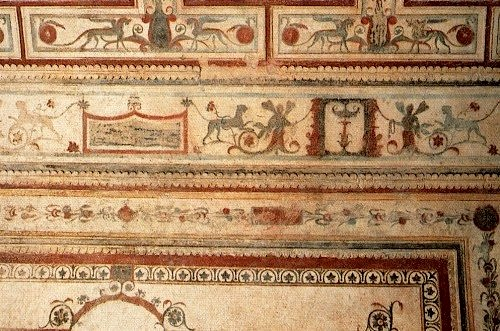
Murais da Casa Dourada, Quarto Estilo

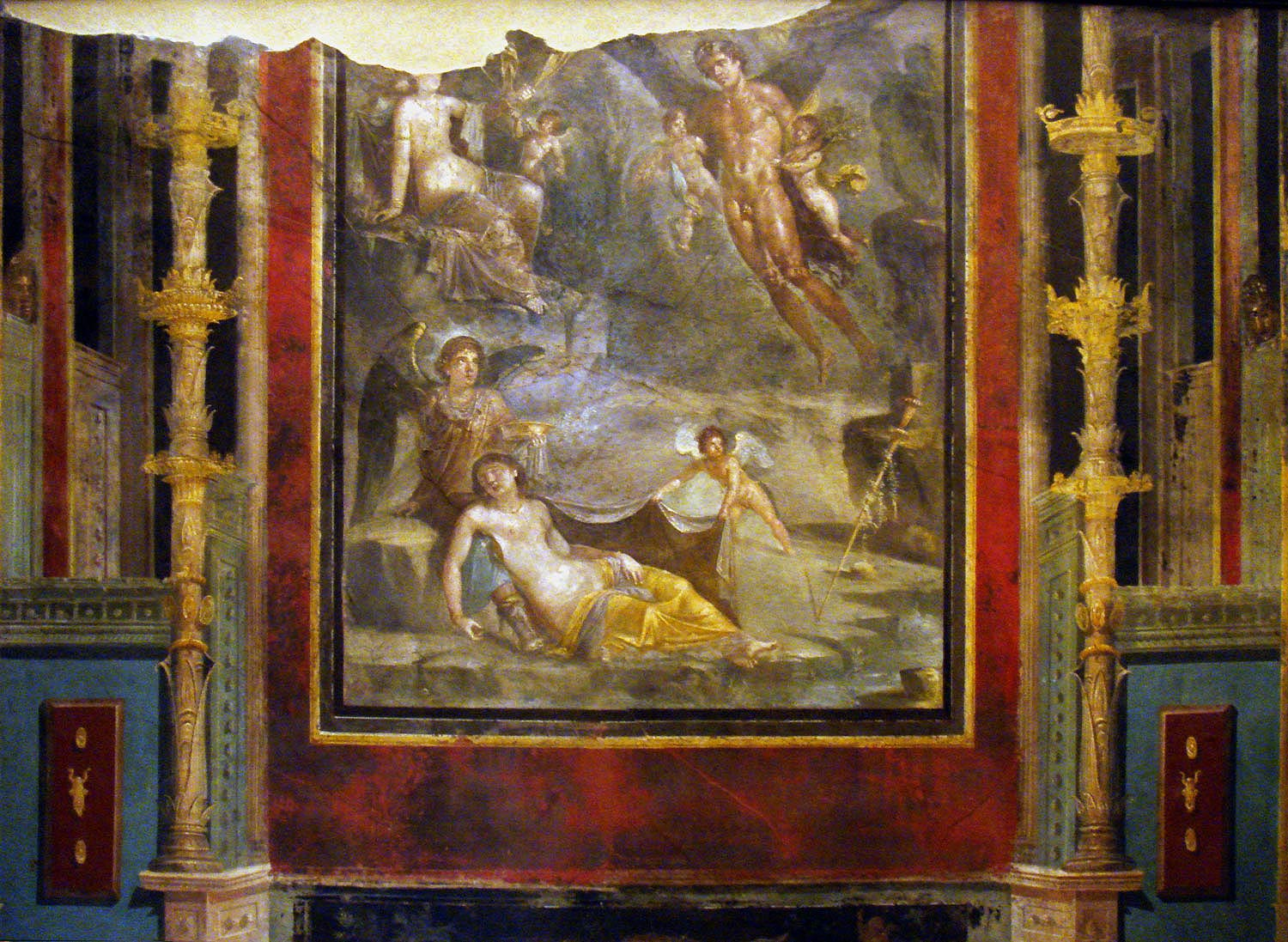
Detalhe de mural do Quarto Estilo na Casa del Naviglio, Pompeia, mostrando a cena do casamento de Zéfiro e Clóris

Considerando o gosto que os romanos tinham pela arte da retratística, nos murais a quase virtual ausência de retratos é surpreendente. Por outro lado, isso também diz que provavelmente havia convenções especiais para o gênero na pintura. Sabe-se que retratos sobre escudos e medalhões portáteis foram produzidos em bases regulares para colocação no santuário doméstico reservado ao culto aos ancestrais, sendo até levados pelas elites em procissões públicas destinadas a consagrar o prestígio e a memória das linhagens patrícias, mas sobreviveu número extremamente reduzido de exemplares na Itália, e pouco se pode generalizar a partir deste acervo diminuto. Em contrapartida, se conhece um rico acervo de retratos portáteis do Egito romanizado, todos encontrados cobrindo a face de múmias, um desenvolvimento limitado àquela região. Também há registros literários sobre pinturas portáteis sobre tecido, madeira ou marfim, mas virtualmente nada sobreviveu. Plínio relata que a pintura era uma arte que caíra no agrado geral, citando vários exemplos de pinturas portáteis, incluindo uma de dimensões monumentais, mas em seu tempo o gosto geral já se dirigia aos murais.
A pintura tardo-imperial, estudada a partir de poucas relíquias espalhadas por toda a área do Império Romano, assume linhas progressivamente mais estilizadas e distantes da descrição naturalista-realista apreciada pelos antigos romanos, onde o nu tinha grande presença, elementos que eram seus mais fortes traços de ligação com a tradição grega. A ascensão do cristianismo como religião do Estado introduziu novos modos de encarar a arte e novos temas, levando a pintura por outros caminhos, que dariam afinal origem à pintura paleo-cristã, bizantina e medieval. No entanto, o legado clássico permaneceu vivo de diversas maneiras, e a própria arte cristã o incorporou substancialmente na formação de sua iconografia característica, assim como fizeram os Estados e elites ao longo dos séculos, aproveitando para si o prestígio que a cultura greco-romana sempre teve no ocidente. Entre seus legados técnicos principais estão o desenvolvimento da perspectiva visual, do afresco e da encáustica.

## Escultura

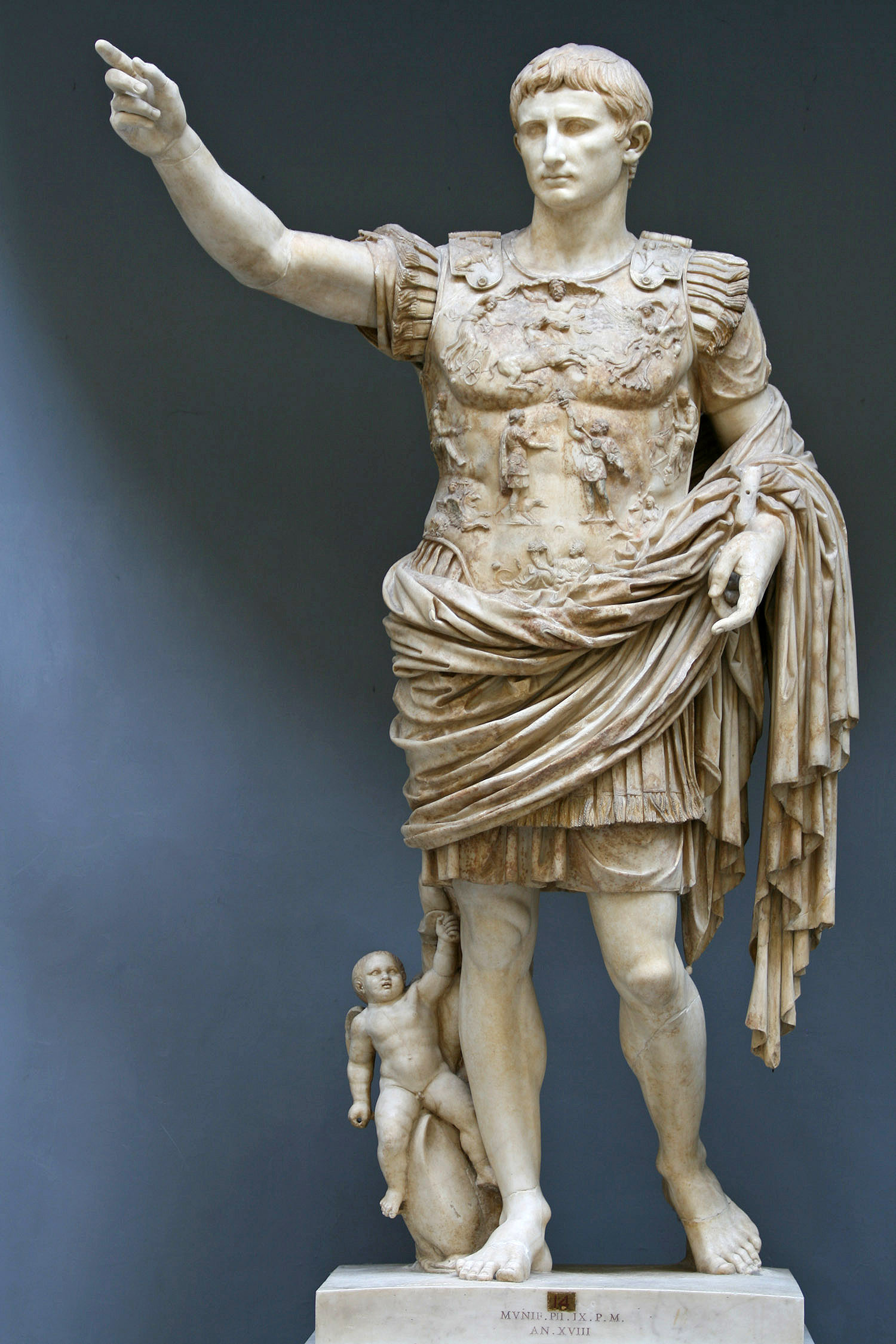
Augusto de Prima Porta, de inspiração clássica e idealista derivada dos gregos. Museus Vaticanos

Assim como em outros aspectos, também na escultura os romanos foram grandes devedores dos gregos, e também neste eles puderam desenvolver um caráter próprio, fundando um estilo original de narrativa nos relevos figurativos dos monumentos públicos, apreciando temas como a velhice, o humor, a infância e a morte, e fazendo a arte do retrato florescer a níveis de realismo e força expressiva nunca vistos. Foram sempre ávidos apreciadores e colecionadores de tudo o que fosse grego, e esculturas gregas sempre estiveram entre as presas de guerra mais cobiçadas, valendo fortunas. Muitos escultores gregos foram trabalhar em Roma e nas principais províncias, fundando escolas. Este seu amor foi fundamental na preservação para a posteridade de um repertório de tipos e estilos de representação figurativa cujos originais gregos se perderam. A produção de Policleto e Praxíteles, por exemplo, só é conhecida através de cópias helenísticas e romanas.
Desde o período monárquico as esculturas e os relevos arquitetônicos se tornaram elementos fundamentais na decoração das villas elegantes, dos palácios, dos templos, dos fóruns, das praças e edifícios públicos, e foram usados para consagrar diversos conceitos sociais, culturais, políticos e religiosos. Em suas versões rústicas, populares e portáveis, a escultura estava presente mesmo entre as classes baixas, pelo menos na forma de alguma estatueta de culto doméstico ou ex-voto. Naqueles tempos era hábito pintar as esculturas e relevos, no todo ou em parte, e seu aspecto era muito diferente daquele hoje observável nas peças de museu.
Embora os padrões clássicos idealistas tenham sido uma referência constante do período republicano em diante, a escultura romana como um todo mostrou forte inclinação para o historicismo, o realismo e o ecletismo, e em suas fases finais foi impregnada ou mesmo dominada por influências orientais, quando se verificou o afastamento definitivo do cânone clássico. Ao contrário da pintura, perdida e esquecida na Idade Média, a escultura romana nunca desapareceu inteiramente de vista, e muitos exemplares, bustos ou fragmentos importantes, sobreviveram em coleções privadas e em alguns monumentos. No Renascimento, durante a reurbanização de Roma, vieram à luz nas escavações algumas obras-primas, incluindo cópias de obras gregas célebres, junto com muitas outras obras menores, desencadeando entusiasmo e uma renovação no estilo da época. No século XVIII o fenômeno se repetiu, contribuindo para a formação do neoclassicismo. Com os avanços recentes na arqueologia, frequentemente são feitas novas descobertas em toda a extensão do antigo império. Apesar do grande acervo que sobreviveu, sabe-se que as perdas foram muito maiores; muito foi destruído após o cristianismo lançar um anátema contra a memória do paganismo e condenar o nu como indecente, e outra parte o tempo, as guerras, os vandalismos e as sucessivas reformas nos edifícios e logradouros se encarregaram de destruir.

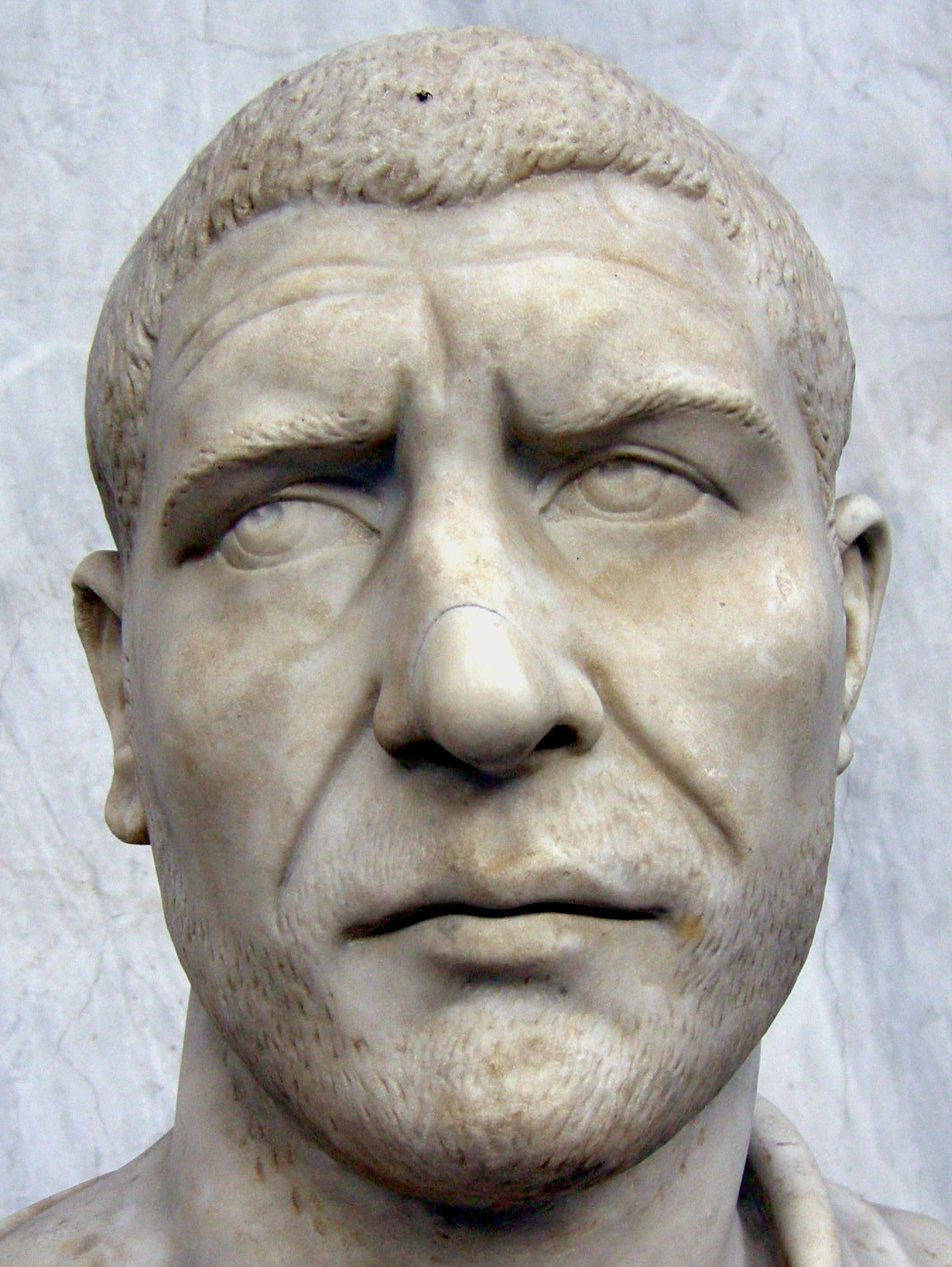
Detalhe de um busto do imperador Filipe, o Árabe, numa abordagem realista tipicamente romana. Museus Vaticanos.
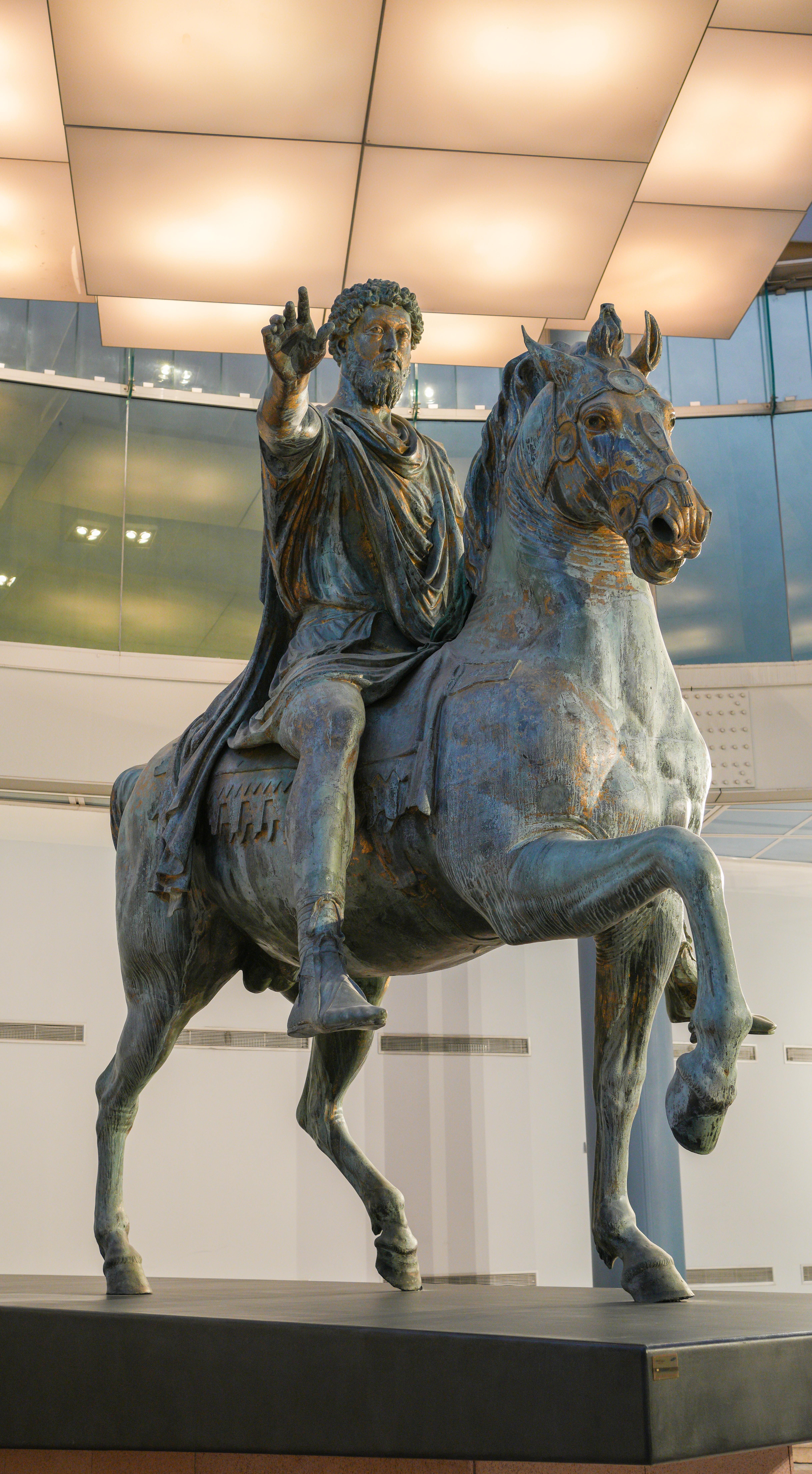
Estátua equestre de Marco Aurélio. Museus Capitolinos.
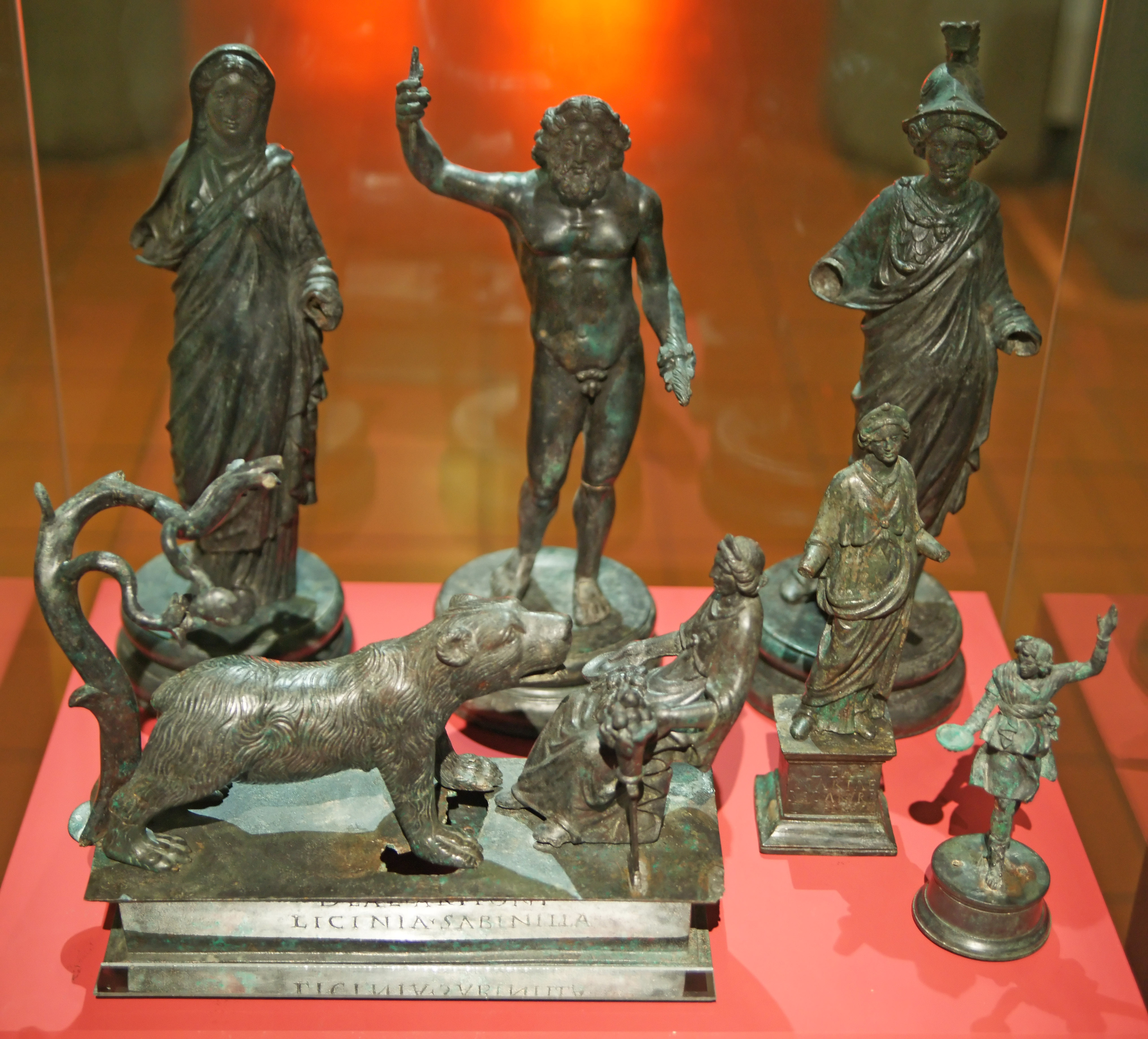
Estatuetas de culto doméstico. Museu Histórico de Berna.
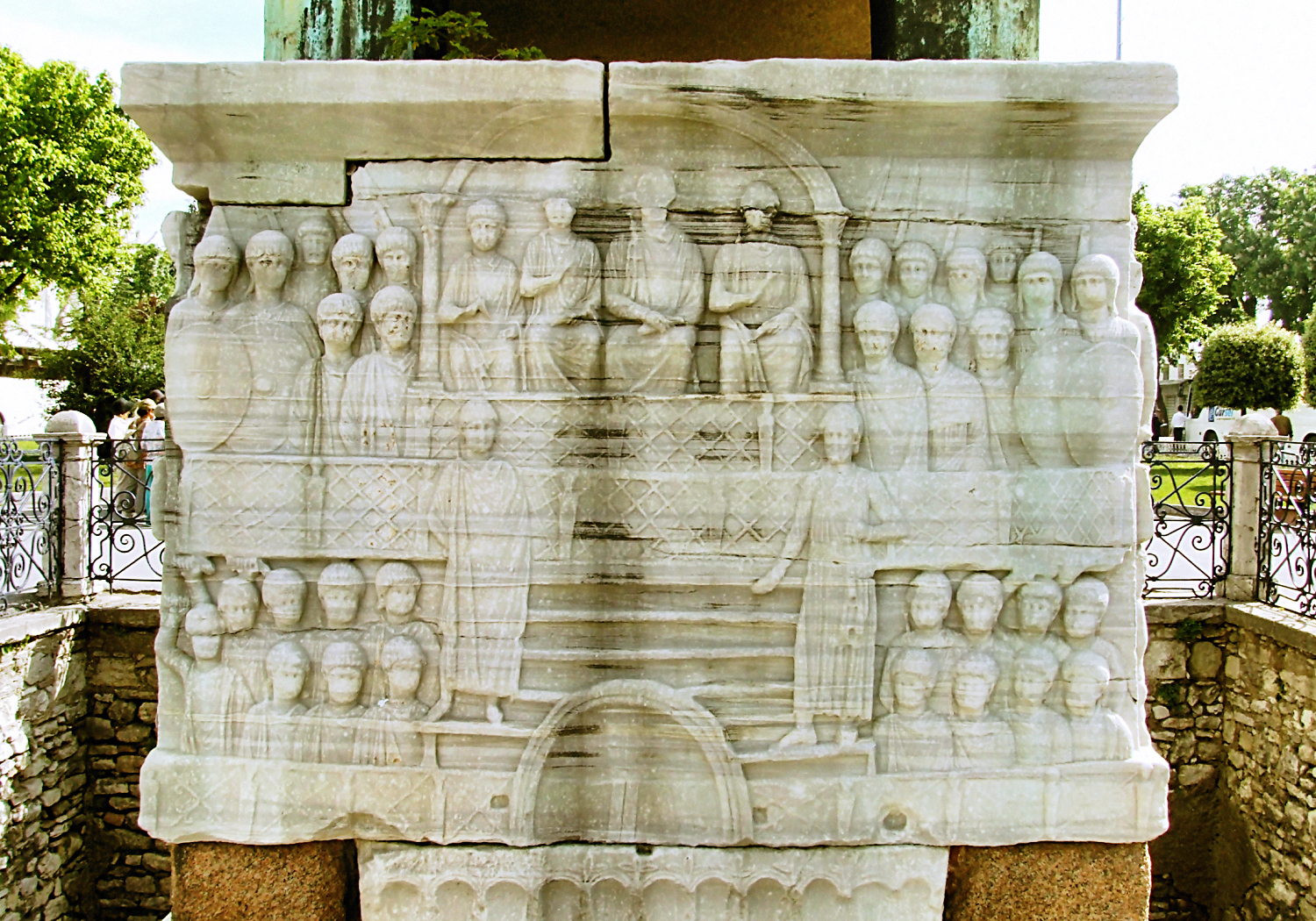
Relevos na base do Obelisco de Teodósio, da fase tardo-imperial, distante do cânone clássico.

## Música

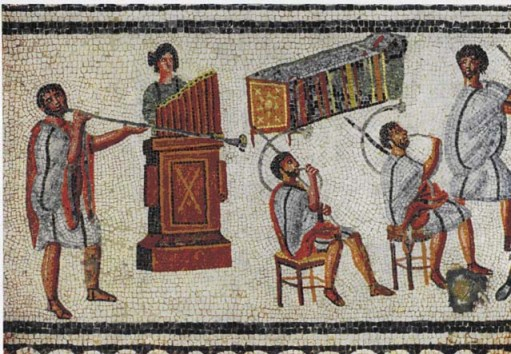
Mosaico em Zliten, na Líbia, mostrando músicos com vários instrumentos, incluindo um órgão de tubos

De todas as artes romanas a música talvez seja a mais envolta em mistério e a menos estudada; alguns importantes compêndios recentes sobre a Roma Antiga sequer a mencionam ou o fazem apenas de passagem. Nenhuma partitura sobreviveu, não se conhece um sistema de notação definido, e somente pela literatura se veio a saber algo sobre o assunto. Sobreviveram vários tratados de teoria e obras de crítica musical, e alusões à música e ao seu poder abundam na obra de poetas e cronistas. Aparentemente a música na fase republicana era associada a uma sociedade viciosa e à vida desregrada, sendo objeto de frequentes censuras de oradores e moralistas, mas a arte foi cultivada largamente pelas classes populares e nos ambientes militar, religioso, rural e teatral. Era usada também em magias e rituais de cura. Começou a ganhar prestígio generalizado na fase imperial, aparecendo em uma multiplicidade de contextos de entretenimento e festividade e surgindo diversas obras de teoria e crítica. Nesta fase músicos e cantores virtuosos foram altamente apreciados e bem pagos, embora no geral o status social dos músicos profissionais fosse muito baixo. Alguns poucos instrumentos antigos ou seus fragmentos chegaram aos dias de hoje, mas sobreviveu principalmente um expressivo acervo de imagens relativas a atividades musicais em pinturas, mosaicos, relevos e outros suportes, que dão uma boa ideia do variado instrumental empregado e de usos específicos em cada atividade. A partir da grande admiração que tinham pela cultura grega, das referências literárias e tratadísticas, e considerando as muitas similitudes no instrumental, conclui-se que a música romana soava muito como a grega, usava seus modos e regras compositivas, suas leis de acústica, sua textura monofônica-homofônica-heterofônica, mas pode também ter se desenvolvido em direções originais, embora nada se possa afirmar com segurança neste sentido.

## Arquitetura

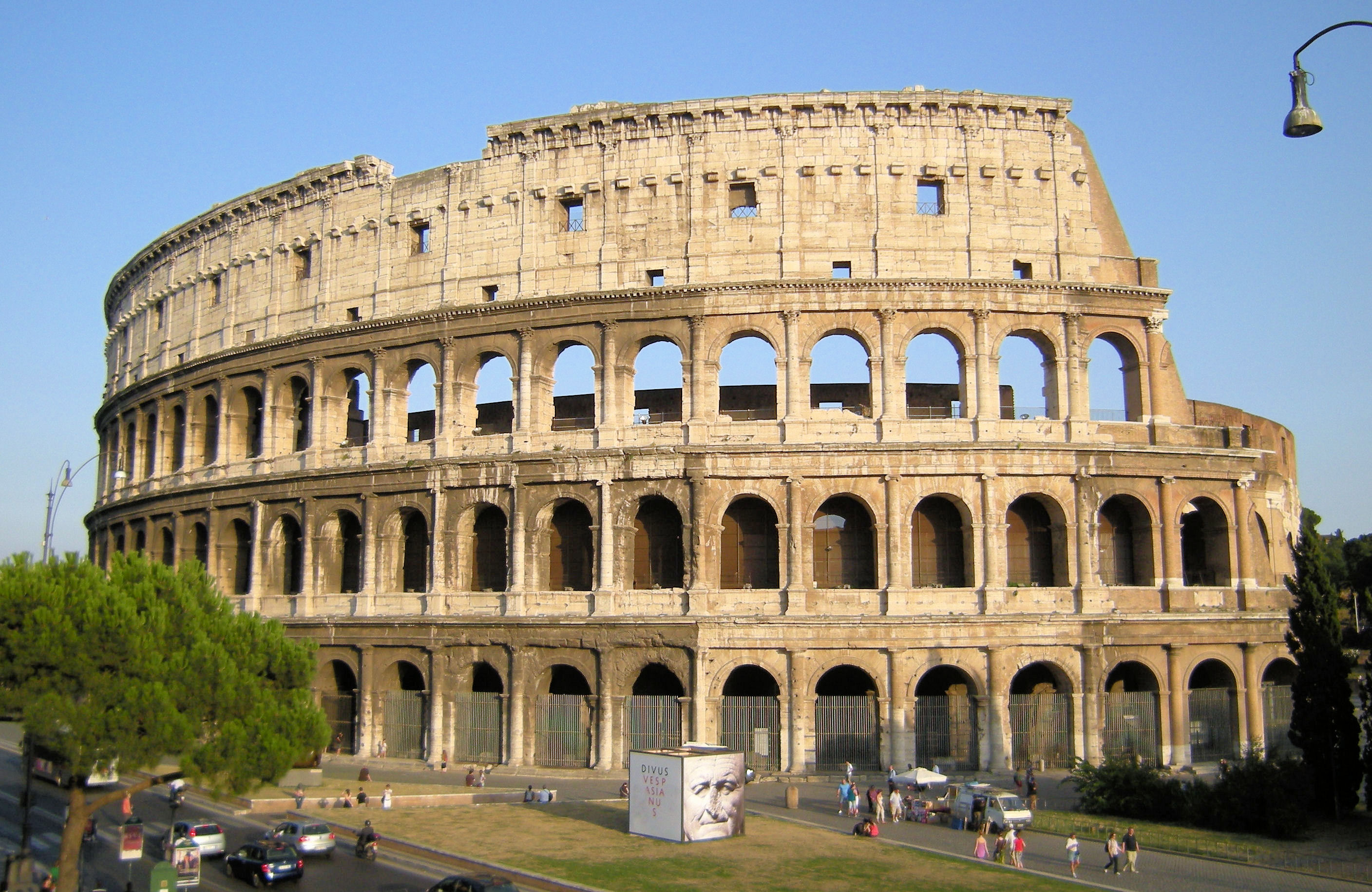
O Coliseu, um dos monumentos mais conhecidos da Antiga Roma

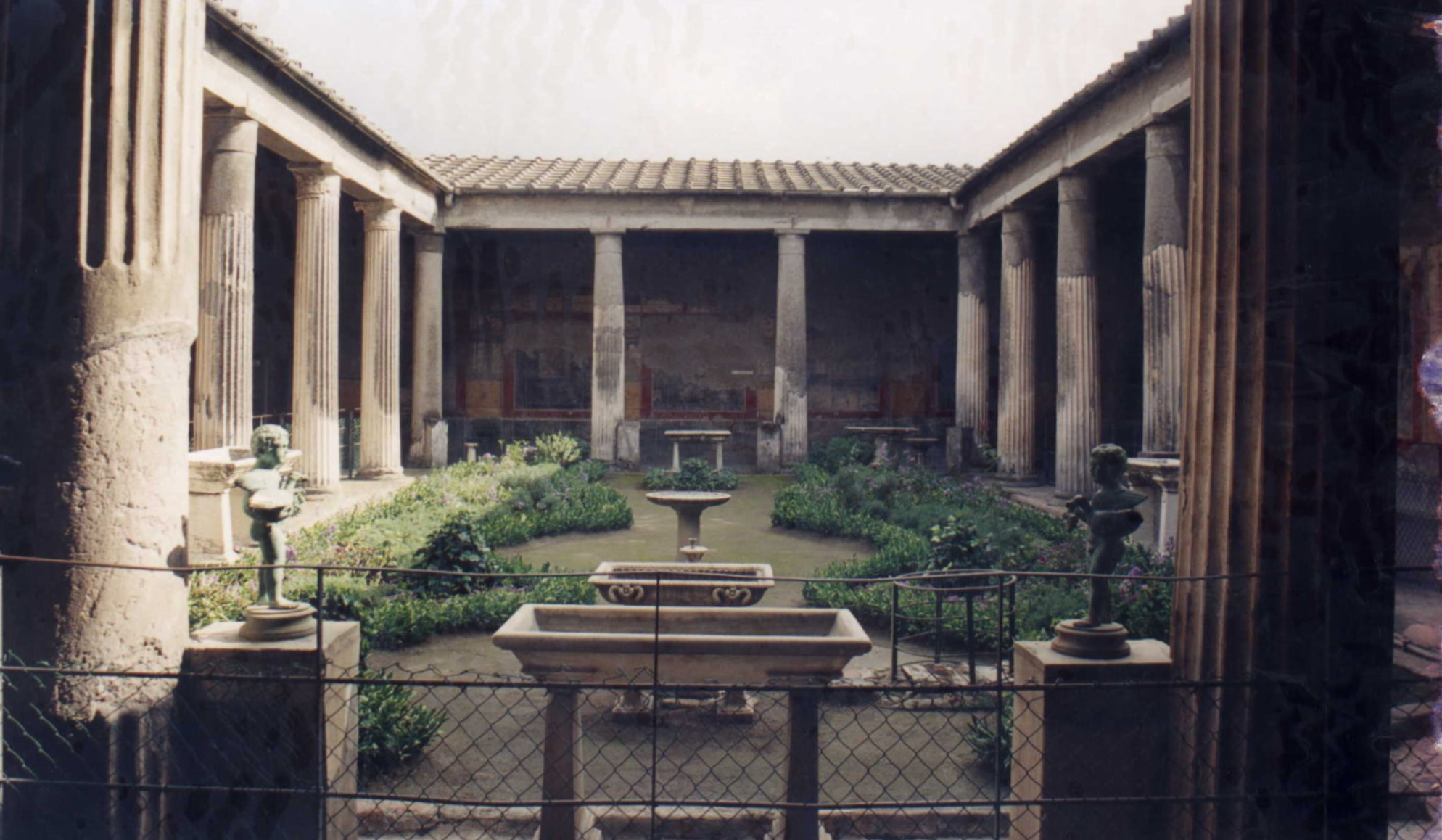
O jardim interior de uma casa de Pompeia

Depois de um início sob a influência etrusca, a partir do período republicano os romanos adotaram em proporção crescente referências da arquitetura grega, com destaque para o modelo do templo grego, tipificado pela fachada com colunas apoiadas sobre um crepidoma e sustentando um frontão triangular. Os romanos, porém, introduziram variações nas plantas e volumes, adequando-as a usos seus, e duas inovações fundamentais: o concreto, que deu grande resistência às estruturas, possibilitando a construção em dimensões nunca vistas, e o arco redondo, com suas duas derivações: a abóbada e a cúpula. Estas fórmulas solucionaram um antigo problema de como cobrir grandes espaços internos sem o uso de múltiplas colunas para sustentar os tetos. Acrescentou também grande valor estético às construções. Essas inovações, que ainda estão em pleno uso, junto com muitos outros avanços na engenharia e na tecnologia, possibilitaram aos romanos deixarem estruturas do porte dos seus anfiteatros, aquedutos, palácios, fóruns, basílicas, arcos de triunfo, domus e termas, que permanecem referências centrais na história da arquitetura do ocidente. Várias tipologias são contribuições originais, como a terma, a domus e o arco de triunfo. Sabe-se que os romanos se aprofundaram também nos aspectos de teoria da arquitetura e na crítica estética, e um de seus tratados, De architectura, de Vitrúvio, redescoberto no Renascimento, se tornou uma das mais influentes obras em seu gênero em todos os tempos.
Durante o império a arquitetura romana chegou ao seu período de apogeu, e a capital se tornou uma floresta de monumentos e edifícios grandiosos, resplandecentes de mármores e povoados de estátuas e pinturas decorativas, sendo motivo de orgulho para os romanos e símbolo de seu poderio. As principais cidades das províncias imitavam, dentro de suas possibilidades, as modas metropolitanas, e hoje sobrevive grande acervo de edifícios romanos por toda a bacia do Mediterrâneo, muitos deles em boas condições de conservação e muitos em uso contínuo desde a Antiguidade, embora muitos tenham também sido sucessivamente reformados.
Mas a arquitetura romana não inovou apenas na edificação pública e palaciana, desenvolvendo um protótipo de habitação urbana popular em blocos de apartamentos com tipicamente três ou quatro pisos (excepcionalmente até nove), as insulae (ilhas). Esses blocos de habitação popular eram geralmente construídos pela elite para aluguel, nem sempre foram usadas as melhores técnicas e recebiam pobre manutenção, verificando-se muitos desabamentos. Também sofreram frequentes incêndios. Depois do catastrófico incêndio de Roma no ano 64, foram estabelecidas normas mais rígidas para a construção. A arquitetura romana vem sendo extensivamente estudada e parafraseada desde o Renascimento, os estudos se intensificaram em tempos recentes, sendo um campo aparentemente inesgotável para contínuas descobertas, e ainda é uma referência na arquitetura contemporânea.

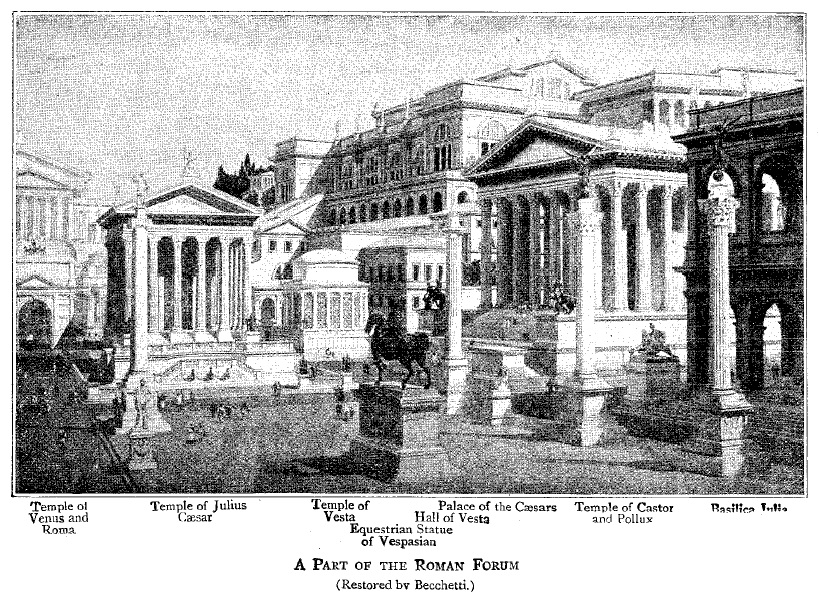
Reconstituição de trecho do Fórum Romano.
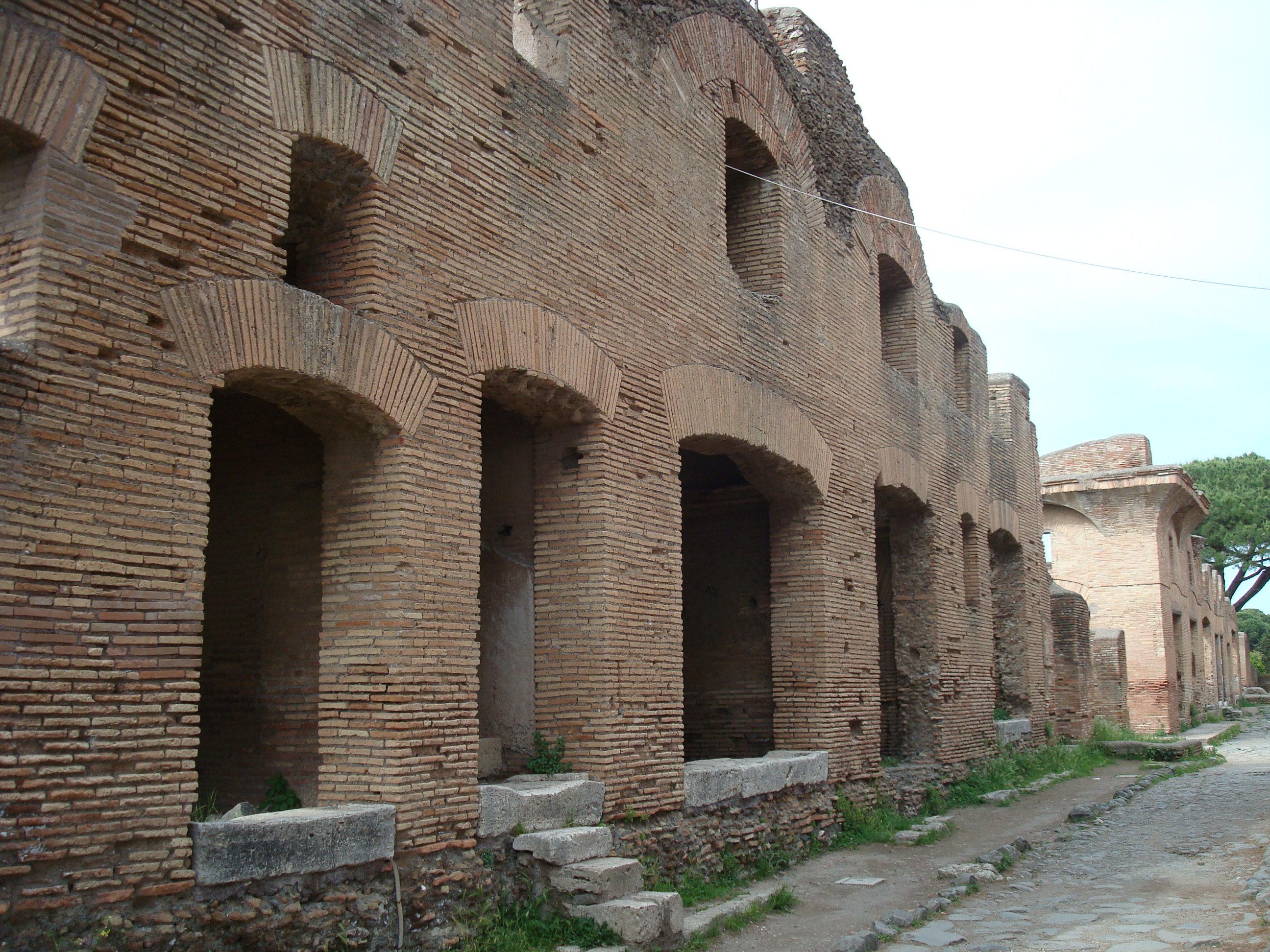
Ínsula em Óstia.
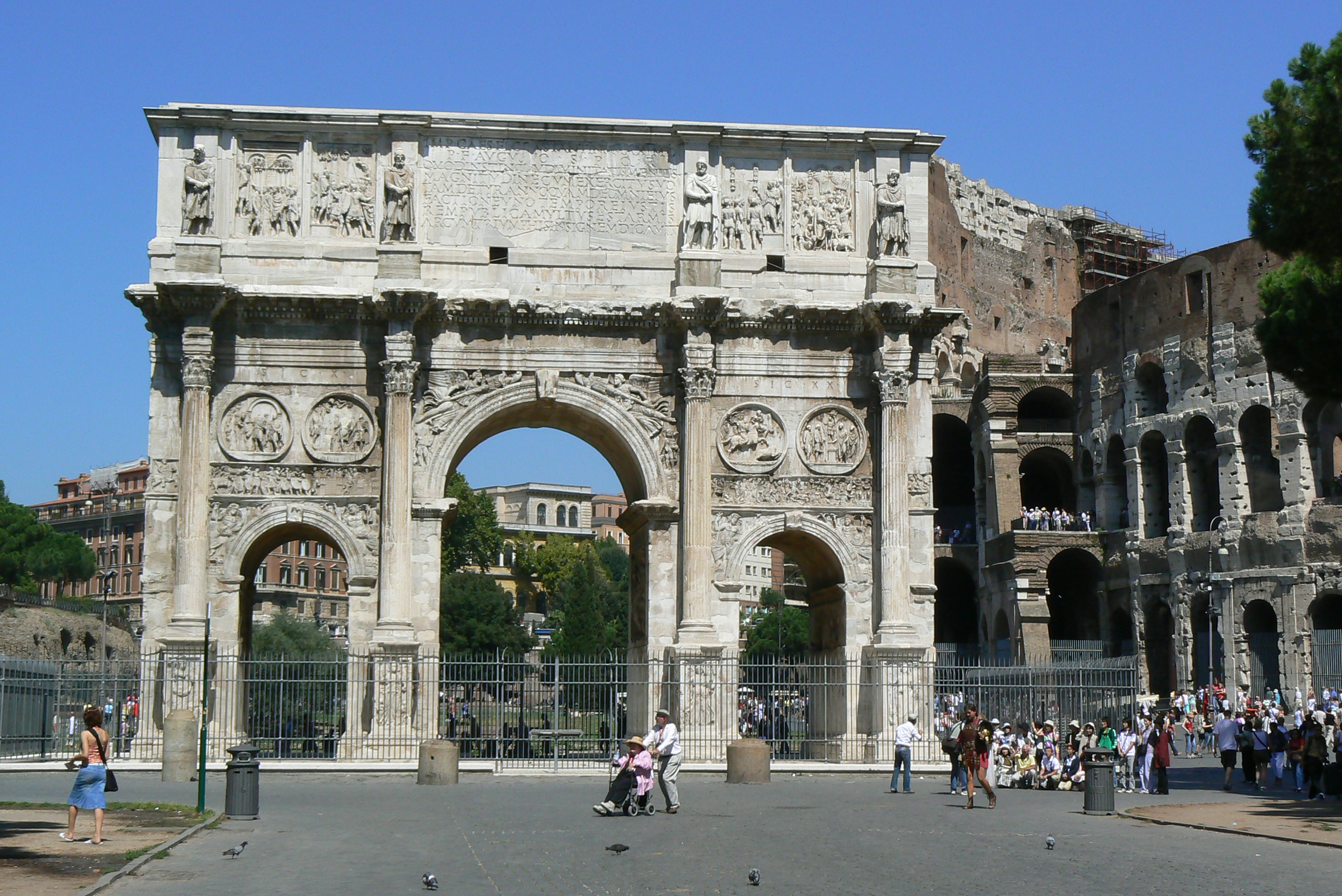
Arco de Constantino.
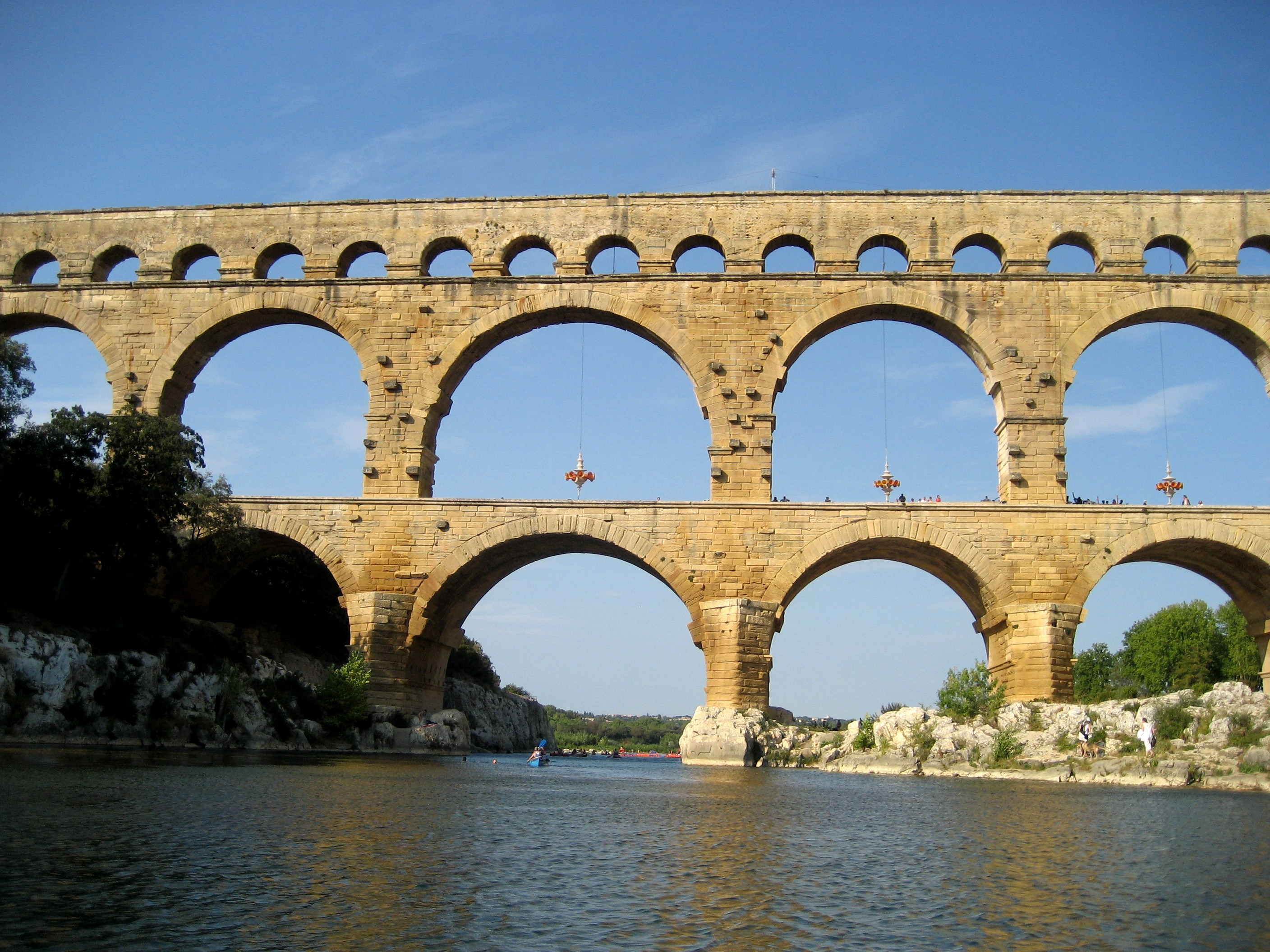
Detalhe da Ponte do Gard, um dos mais importantes aquedutos romanos.

## Literatura

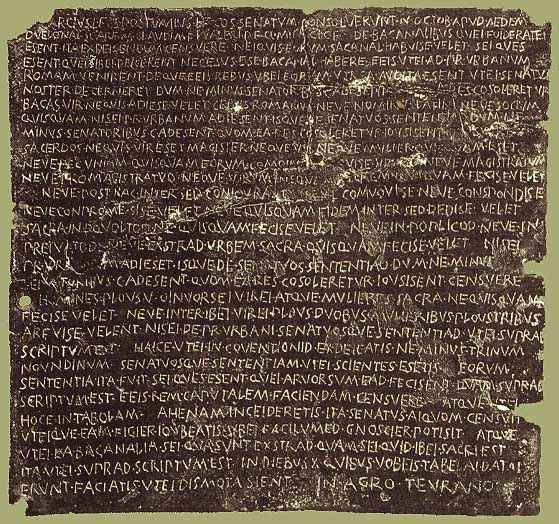
Tabuleta de bronze com o texto em latim arcaico Senatus consultum de Bacchanalibus, c.

A escrita em latim como forma de comunicação e como registro de eventos e legislação é atestada pelo menos desde o século VII a.C., mas em Roma o desenvolvimento da escrita como uma forma de arte demorou. Entre os séculos IV e III a.C. já havia seguramente se formado uma rica tradição artística oral, a língua já estava bem desenvolvida, com um notável florescimento da oratória, os festivais já haviam introduzido o senso de encenação dramática, e há indícios de que a literacia já alcançava toda a elite, a classe média amplamente, e pelo menos alguns elementos também das classes baixas, mas em toda a sua história a maior parte dos gêneros foi cultivada apenas entre as elites. Mais populares eram as peças de oratória e a poesia para o teatro, a literatura dramática, que se desempenhava de viva voz diante de grandes públicos e não necessitava ser lida pela massa analfabeta.
Como nas outras artes, a influência grega foi determinante na formação da literatura romana, e é sintomático que a primeira obra literária escrita em latim conhecida não seja criação original, mas a tradução de uma tragédia grega, realizada em 240 a.C. por Lívio Andrônico, um grego, autor também de outros textos latinos dos quais restam fragmentos. Mas há registros indicando que houve precedentes, perdidos com o tempo. Cícero citou que Ápio Cláudio, grande orador, havia escrito um poema e havia sido o primeiro a publicar seus discursos, e disse que a Lei das Doze Tábuas, pedra angular do Direito Romano, era um poema. Preces, ditados e fórmulas mágicas também ao que parece tinham forma poética, assim como os textos dos tratados políticos antigos, como narrou Tito Lívio. Segundo Gian Biagio Conte, isso indica que em tempos mais remotos os conceitos de prosa e poesia eram pouco diferenciados entre os romanos. Os primeiros exemplos de prosa conhecidos, de fato, são marcados por forte estilização e formalismo, ao passo que as primeiras poesias (hinos religiosos) têm caracteristicamente forma e metro frouxos. Em geral, desde cedo se percebe a inclinação para a retórica e para o uso de  figuras de linguagem. Na República a literatura enfim desabrochou, surgindo muitos autores, trabalhando em prosa e poesia, cujos limites se distinguiam melhor, e se destacando na poesia lírica, dramática, cômica, erótica, política, religiosa, histórica, laudatória, moralista, pastoral e épica; na crônica, na historiografia e outras formas. Alguns outros autores célebres desta fase são Plauto, Terêncio, Catão e Névio.

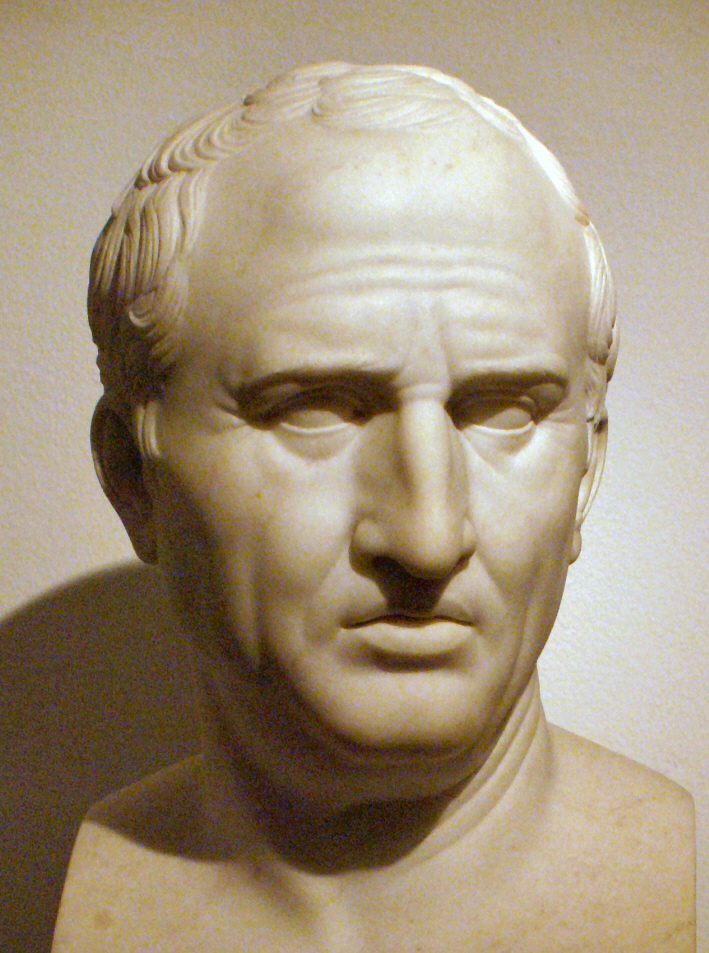
Cícero, um dos maiores mestres da prosa e da oratória romana

A literatura romana chegou a uma fase de apogeu entre o fim da República e os primeiros anos do império, quando o latim atinge sua forma clássica, e atuam grandes escritores como Cícero, Tito Lívio, Varrão, Virgílio, Horácio, Catulo, Ovídio, Lucrécio e mais uma plêiade de luminares, que continuam lidos até hoje. Permanece a grande variedade de temas, interesses e formas de abordagem, mas há uma forte tendência em observar os padrões da tradição grega classicista, moralista e idealizante, tendência acentuada em especial no tempo de Augusto, quando adquiriu contornos de política de Estado, destinada a criar uma sociedade ordeira e moral sob a égide de uma elite culta e capaz de gerir o império.
Nos séculos seguintes se observará uma progressiva individualização da literatura romana, forjada em ciclos periódicos de alternância, e muitas vezes coexistência, entre as tendências classicistas e correntes que buscavam maior liberdade, espontaneidade e franqueza na expressão, maior ligação com o mundo real e suas contradições, suas paixões e sua violência, apreciando o sensualismo, a ironia e a sátira, o prosaico, o absurdo, o mórbido, o extravagante e o grotesco, ou o puro esteticismo, havendo muita originalidade neste eclético, exuberante e dialético florescimento, onde o próprio latim vai se transformando e absorvendo influências regionais, e são cultivadas com mais ênfase áreas como a filosofia, a teologia, a biografia, a ficção, vários gêneros menores como o epigrama, o epitáfio e a epístola, bem como a literatura técnica, didática, crítica e ensaística. Podem ser citados como notáveis nesta fase, entre muitos outros, nomes como Quintiliano, Juvenal, Sêneca, Plínio, o Jovem, Lucano, Marcial, Estácio, Tácito, Suetônio e Apuleio. Na fase final do império, após o reinado de Constantino I, se torna importante a emergente literatura cristã, com destaque para o trabalho de Tertuliano e alguns Padres da Igreja, como Ambrósio e Jerônimo.
A literatura romana teve uma evolução fértil, complexa e bem pouco linear, seu estudo é difícil e está cercado de polêmica, mas através dela conhecemos muito de sua sociedade, seus valores e seus costumes. Muito foi escrito pelos romanos, deixando obras exemplares em vários gêneros, e muito chegou a nossos dias, mas muito mais se perdeu. De qualquer modo, sua produção exerceu profunda influência pelos séculos afora, e continua objeto de inúmeros estudos.

## Teatro
As artes cênicas estiveram presentes na vida romana desde seus primórdios. Tito Lívio diz que as primeiras manifestações dramáticas foram introduzidas pelos etruscos em 364 a.C., na forma de danças acompanhadas de música, mas sabe-se que encenações de vários tipos aconteciam desde bem antes, em festas e rituais religiosos, em celebrações militares, na dedicação de templos, durante as pompas fúnebres da elite e nos banquetes públicos. Os atores em geral usavam máscaras para compor os personagens. Mulheres aparentemente não participavam. Cedo se tornaram populares as farsas atelanas, aparentemente de origem autóctone e com personagens fixos, e as flíaces, de caráter similar. Lívio Andrônico, já citado na seção anterior, foi o primeiro a escrever para o teatro à maneira grega, traduzindo tragédias e comédias em verso e inventando outras com temas romanos, e Névio foi o primeiro a levar a dramaturgia a um alto patamar de qualidade estética, preferindo a temática trágica. As comédias tendiam a ser mais leves, rústicas e populares que seus protótipos gregos, e com uma linguagem direta, e em meio ao riso escrachado, podiam lançar agudas críticas sociais, explorando o lado sombrio ou o ridículo do ser humano e da sociedade, enquanto que as tragédias em geral imitavam os gregos com mais rigor, usando uma linguagem altamente retórica e moralizante. No século III a.C. se formaram guildas de atores e escritores, indicando a popularidade do teatro e a força da categoria.

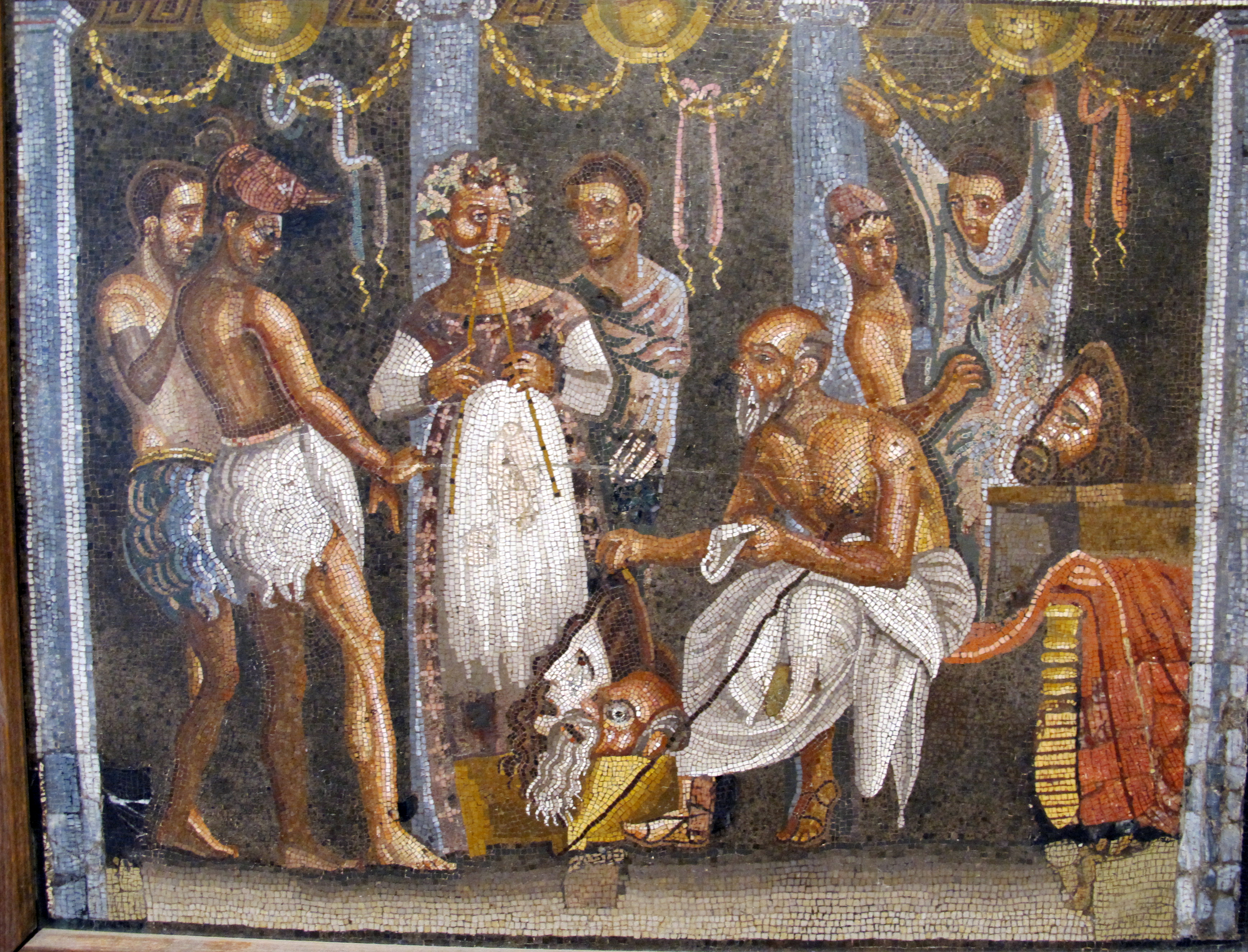
Detalhe do Mosaico dos Atores, Pompeia

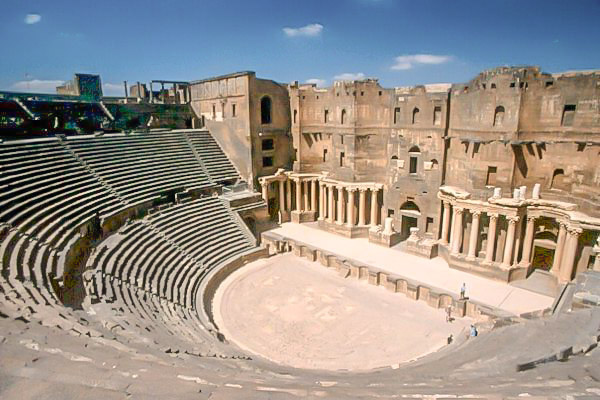
Teatro romano em Bostra, Síria

Mas no século II a.C. a comédia ao estilo grego declinou (em parte também a tragédia), florescendo em seu lugar outras formas, com estrutura, número de personagens, estilo e propósito distintos, destacando-se o mime, que virtualmente dominou os teatros imperiais, peça curta largamente improvisada, que incluía a participação de mulheres, antes sempre proscritas do palco. Tinha temáticas apelativas de caráter obsceno, cômico e circense, mas às vezes revelava também uma veia crítica. Seu baixo nível moral muitas vezes atraiu censuras e repetidamente se propôs seu banimento, especialmente quando o cristianismo ganhava poder, mas ele teve vida longa e sua enorme vitalidade e eficiência cênica seduziram até o moralista Augusto. Outras formas que floresceram no império foram a pantomima, uma dança solene para solista com acompanhamento de coro e orquestra, que podia receber encenações luxuosas nos grandes teatros, com temas em geral trágicos, e as comédias históricas. Na comédia se tornaram célebres Plauto e Terêncio, e no drama, Ênio, Pacúvio, Sêneca e o dito Névio. Durante o império, alguns atores particularmente dotados se tornaram ricos e poderosos, e suas facções de admiradores chegaram a desencadear disputas que degeneraram para a revolta popular. Poucas obras sobreviveram completas e a história do teatro romano tem muitas lacunas e pontos obscuros.
Durante muito tempo as peças teatrais foram apresentadas em palcos temporários e com cenários improvisados, ou nenhuns, às vezes em pequenos pavilhões pré-fabricados de madeira que não eram feitos para durar, mas alguns relatos sugerem que ocasionalmente podiam ser erguidos teatros temporários de grande luxo. Somente no ano de 55 a.C. foi erguida, a mando de Pompeu Magno, a primeira casa de espetáculos permanente, e desde então muitas outras surgiram, de variadas dimensões e riqueza decorativa. Plínio afirma que um teatro erguido por Emílio Escauro era decorado com 3 mil estátuas de bronze. Apesar de derivar do teatro grego, o teatro romano como estrutura física é uma invenção original, pois se os gregos criaram uma estrutura ao ar live com plateia em forma de ferradura escavada em uma encosta de colina, os romanos preferiam em geral uma estrutura de alvenaria autoportante, com plateia em semicírculo que podia ser coberta por toldos. Também podem ser encaixadas na categoria de espetáculos encenados as lutas de gladiadores, as venationes (lutas com animais), e as batalhas simuladas, que eram levadas a cabo em edifícios especiais, os anfiteatros, uma invenção romana, da qual o Coliseu é o exemplo mais notório.

## Artes decorativas e aplicadas
Roma foi uma civilização fortemente marcada pela visualidade. Além da arte criada nas grandes categorias como a pintura e a arquitetura, os romanos impregnaram seu cotidiano de várias outras formas menores de expressão plástica e ornamentação, obtendo resultados de alta qualidade na ourivesaria, na medalhística, na decoração de mobiliário, sarcófagos, vasos e outros objetos utilitários, no estuque decorativo, na arte do vidro, nos mosaicos e outros trabalhos com pedras, e no trabalho em metais.

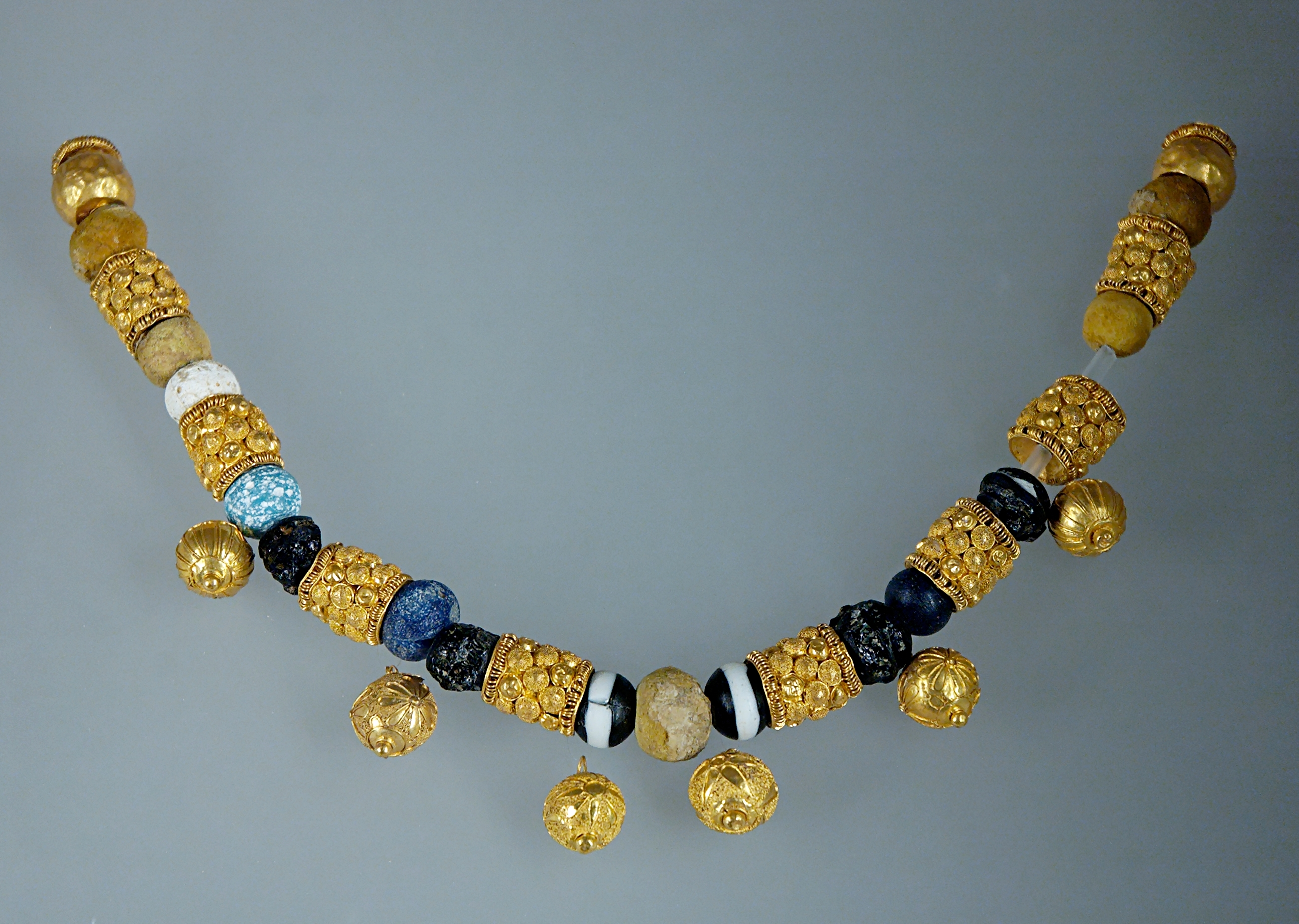
Colar em ouro e pedras preciosas, século V a.C.
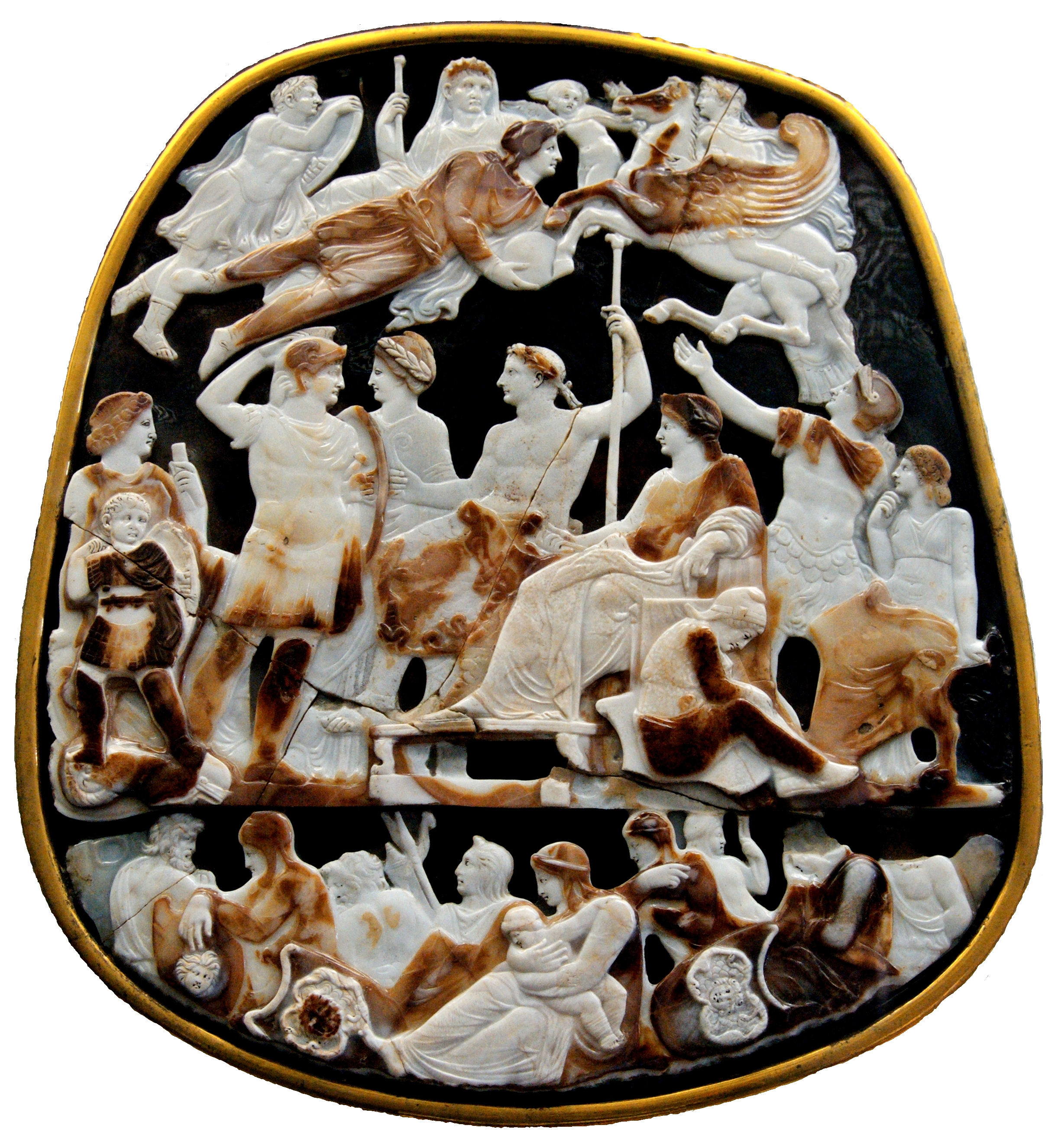
Camafeu em sardônica, chamado Camafeu de França, século I
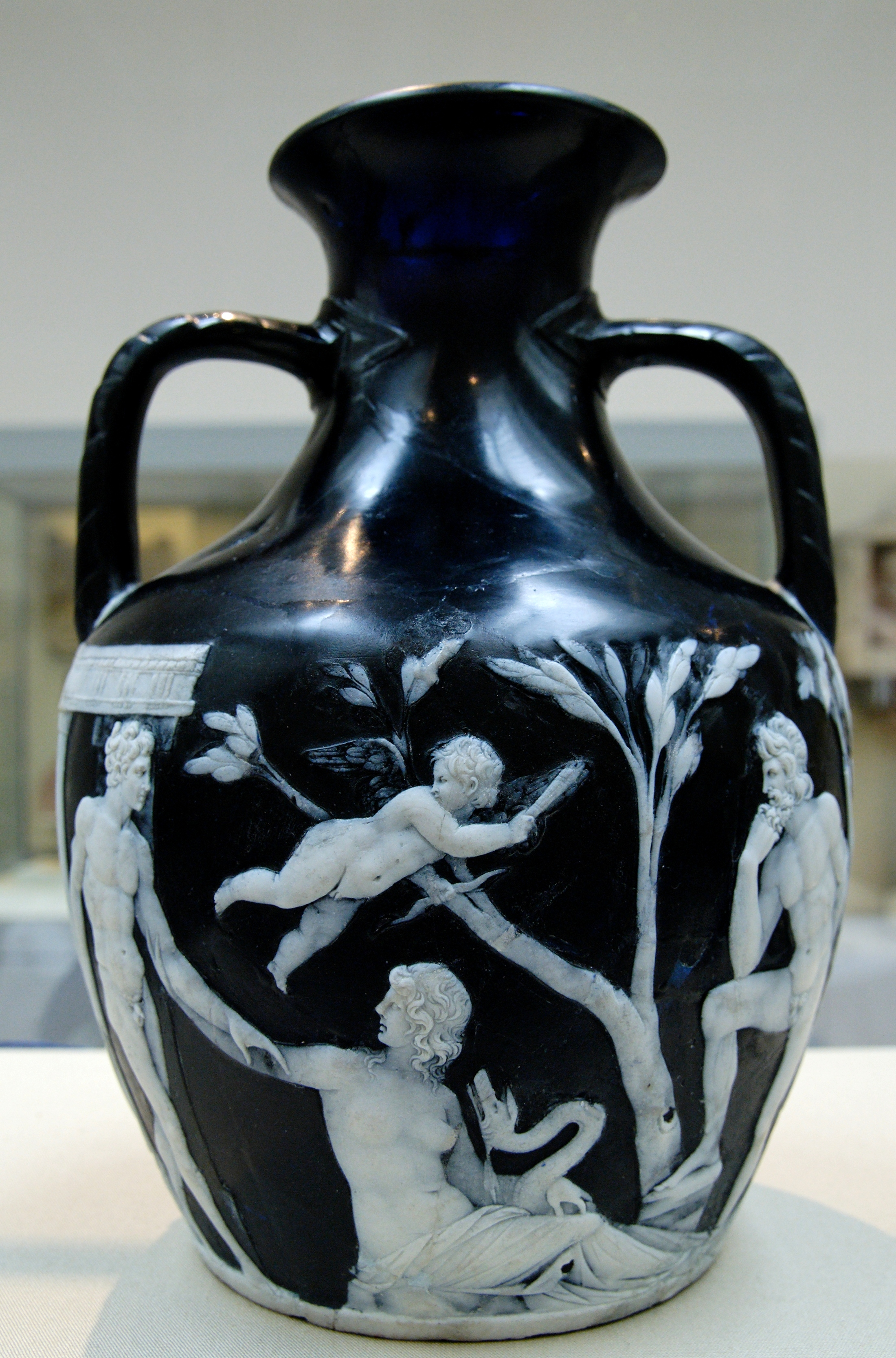
O Vaso de Portland, em camafeu de vidro, século I
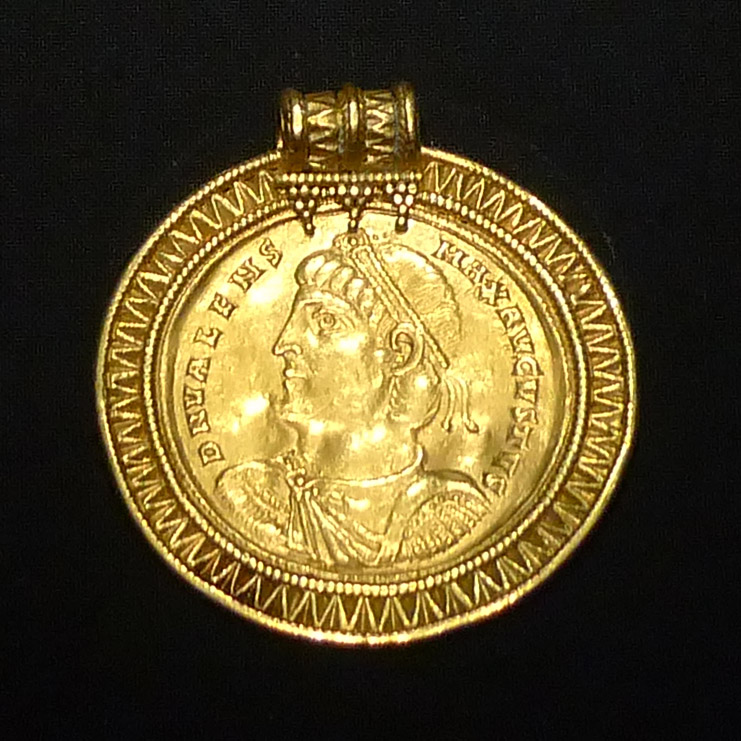
Medalha de Constantino II, ouro, século IV

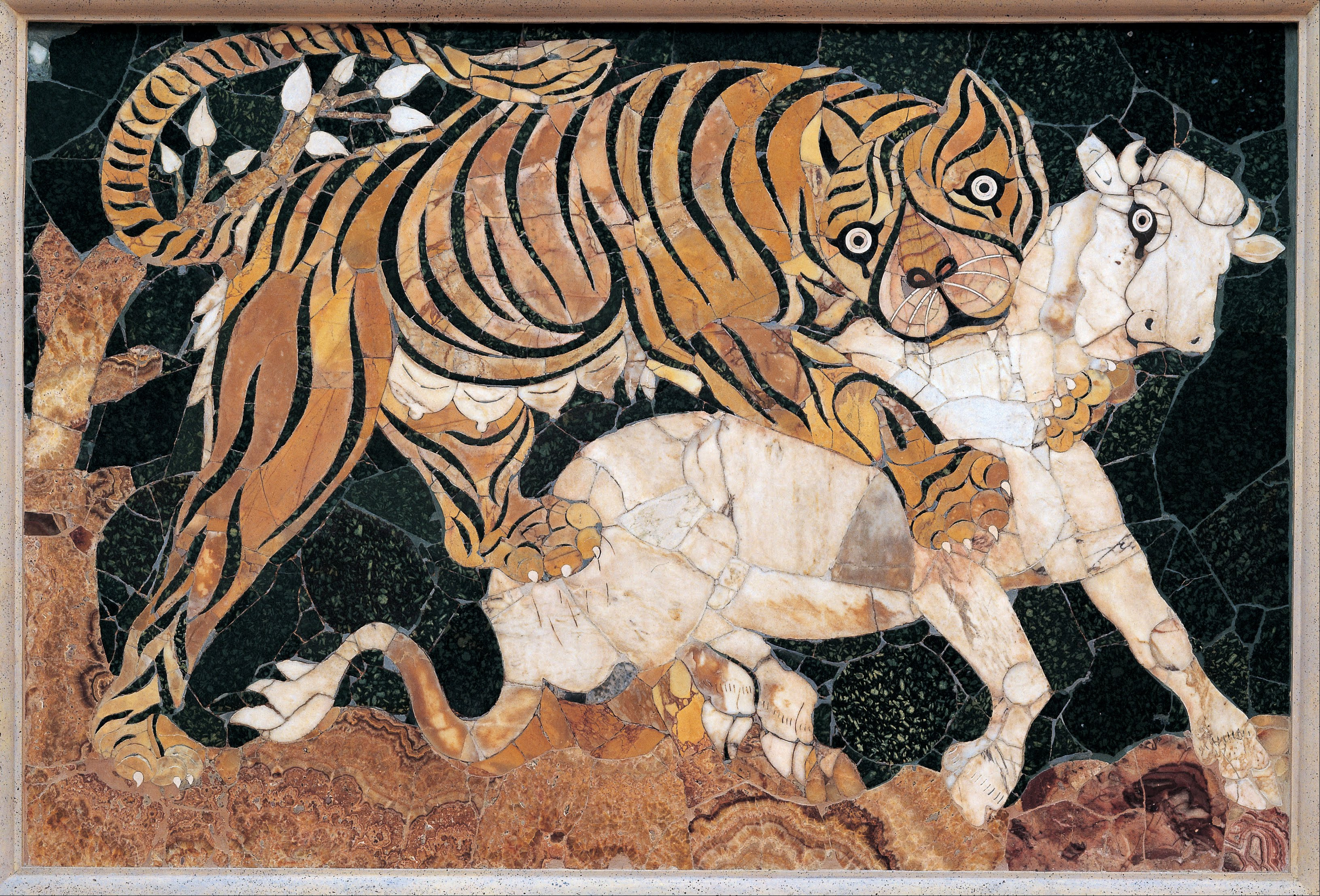
Painel em pedras coloridas na técnica do opus sectile, século IV
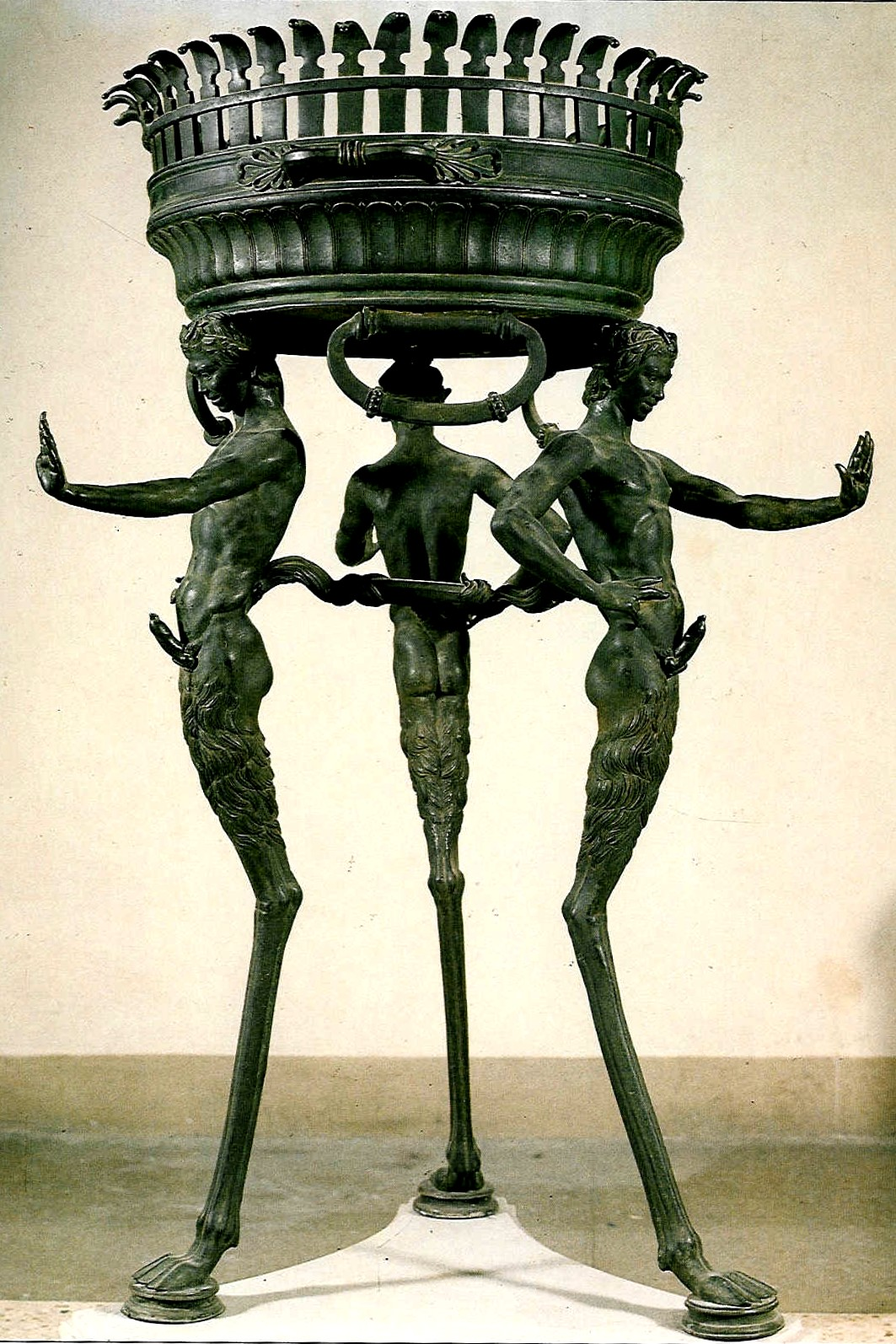
Braseiro em bronze decorado, século I
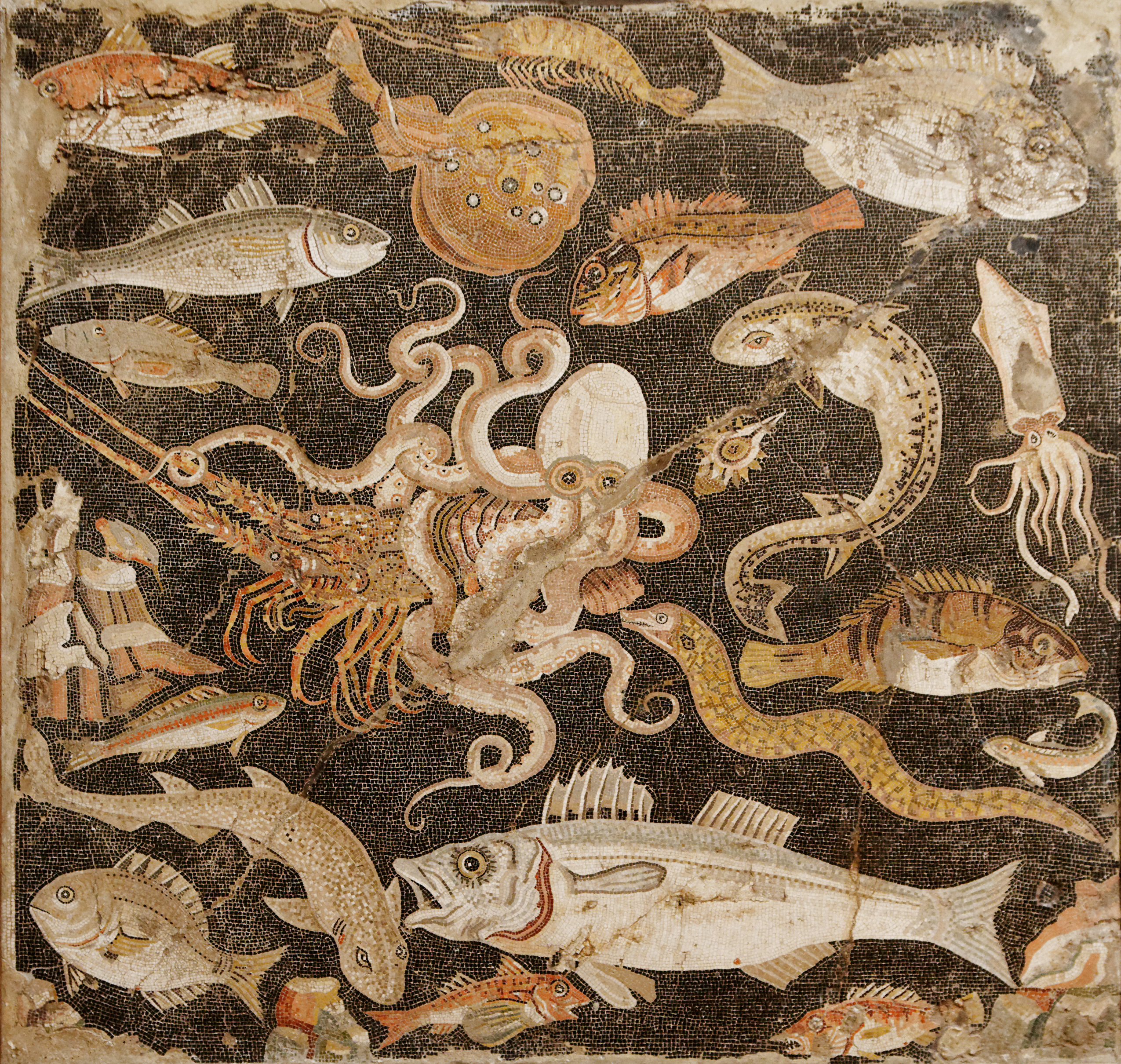
Mosaico, século I a.C.
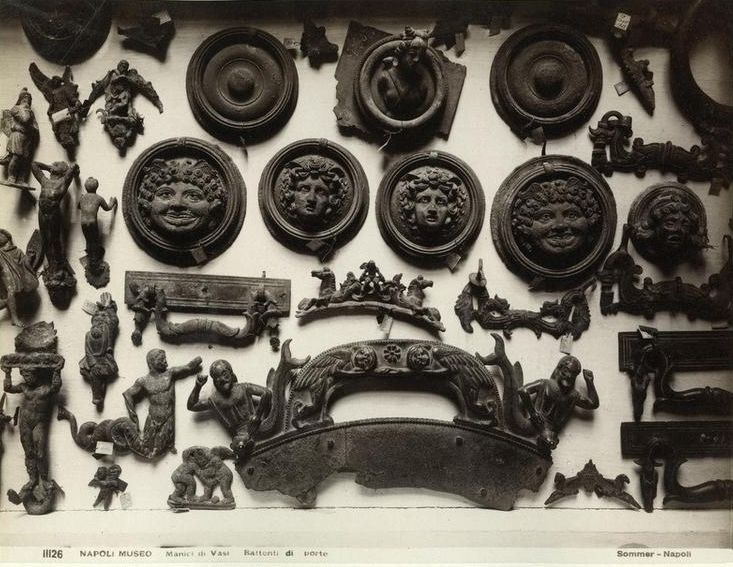
Variedade de ornamentos e objetos utilitários decorados, bronze, século I